# Bolivien

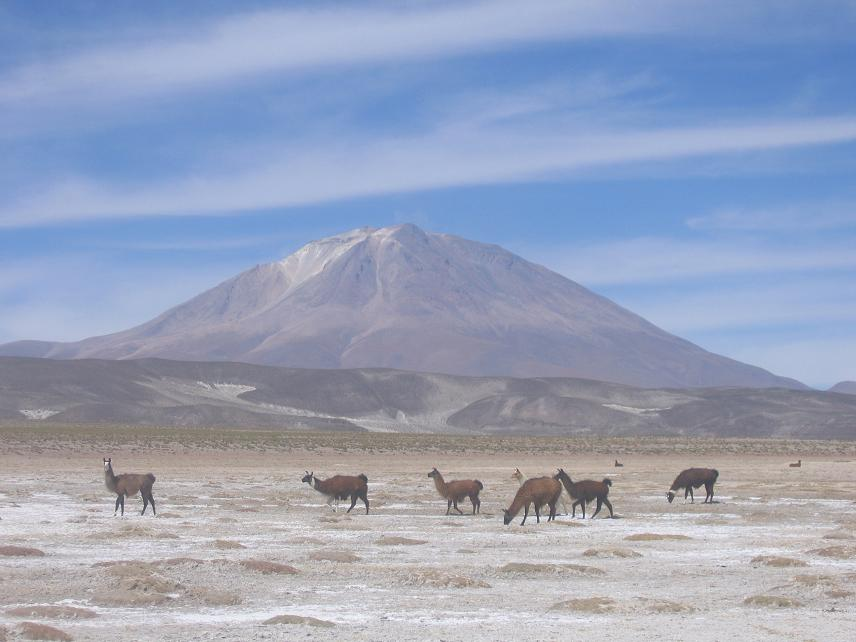
Wüste am Salar de Uyuni mit Lamas

Bolivien (spanisch Bolivia [boˈliβi̯a], benannt nach Simón Bolívar, auf Quechua Puliwya, auf Aymara Wuliwya und Guaraní Mborívia, offiziell: Plurinationaler Staat Bolivien) ist ein Binnenstaat in Südamerika, der im Westen an Peru und Chile, im Süden an Argentinien und Paraguay, im Osten und Norden an Brasilien grenzt. Im Land gibt es drei klimatische Zonen: das Gebirge der Anden im Westen, die tropischen Tiefebenen im Osten und dazwischen eine Zone von Tälern mit gemäßigtem und subtropischem Klima. Das Land zeichnet sich besonders durch seine kulturelle und ethnische Vielfalt aus, die im Namen Plurinationaler Staat zum Ausdruck kommt. Die Verfassung erkennt offiziell 36 verschiedene Ethnien und deren eigene Sprachen an. Trotz hoher wirtschaftlicher Wachstumsraten von durchschnittlich 6,2 % zwischen 2012 und 2022 gilt Bolivien noch immer als eines der ärmsten Länder Lateinamerikas.

## Landesname
Das Land ist nach dem südamerikanischen Unabhängigkeitskämpfer Simón Bolívar benannt.
Während der Kolonialzeit, als das Land Teil des Vizekönigreich Río de la Plata war, wurde das Gebiet Alto Perú (Oberperu) genannt. In der Unabhängigkeitserklärung von 6. August 1825 ist noch die Rede von den „departamentos del Alto Perú“.
Wenige Tage später verabschiedete die Generalversammlung der Abgeordneten der Provinzen von Oberperu ein Dekret, in dem Bolívar als Befreier der Provinzen mit mehreren Ehren bedacht wurde, unter anderem dem neuen Staatsnamen República de Bolívar (Republik des Bolívar). Auf Vorschlag des Abgeordneten Martin Cruz wurde dieser Name noch im selben Jahr auf Bolivia abgeändert.
Seit Inkrafttreten der neuen Verfassung 2009 trägt der Staat den Namen Estado Plurinacional de Bolivia, um die multi-ethnische Zusammensetzung und Geschichte des Landes zu betonen.
Im amtlichen Sprachgebrauch Deutschlands und Österreichs wird das Land Bolivien genannt, in jenem der Schweiz Plurinationaler Staat Bolivien.

## Geographie

### Landschaften
Bolivien wird im Westen von zwei großen und weit auseinander liegenden Ketten der Anden durchzogen, deren Höhe bis über 6500 m reicht (Sajama 6542 m, Illimani 6439 m). Dazwischen liegt das zentrale Hochland, der 3000 bis 4000 m hohe Altiplano. Dieses bis weit in das Nachbarland Peru reichende und im Süden den Nordwesten von Argentinien einschließende Gebiet ist das eigentliche Kernland, in dem rund 60 Prozent aller Bolivianer leben, obwohl es nur etwa ein Drittel der Fläche Boliviens ausmacht. Inmitten des Altiplano liegen der Salar de Uyuni, der mit einer Fläche von 12.000 km² der weltweit größte Salzsee ist, sowie der Titicacasee, der höchstgelegene kommerziell schiffbare See der Erde, durch dessen Mitte die Grenze zum Nachbarland Peru verläuft.
Östlich schließt sich das sogenannte ostbolivianische Bergland an, das sich geologisch deutlich vom Hochgebirge unterscheidet. Zwischen dem Ostabhang der Anden und dem ostbolivianischen Bergland erstrecken sich in den Tälern mit Unterbrechungen Feuchtwälder in einer Höhe zwischen etwa 1200 und 1800 m ü. NN. Hervorzuheben sind diesbezüglich die fruchtbaren Yungas auf dem Gebiet des Departamentos La Paz. Eine ähnliche Landschaft findet sich auch zum Beispiel in der Provinz Chapare im Departamento Cochabamba und im Naturschutzgebiet Tariquía ganz im Süden im Departamento Tarija, auch Yunga Tarijeña genannt.
Der flächenmäßig größte Teil Boliviens sind die Llanos, die sich vom ostbolivianischen Bergland bis an die östliche und südöstliche Grenze zu Brasilien und Paraguay erstrecken. Dieses außerhalb der Großstadt Santa Cruz nur äußerst dünn besiedelte tropisch-heiße Tiefland untergliedert sich in die trockenen Savannen des Gran Chaco im Süden und die tropischen Regenwaldgebiete Amazoniens im Norden.
Eine Besonderheit sind auch die fruchtbaren Täler in den Ostabhängen der Anden im Süden des Landes auf einer Höhe von 1500 bis 2500 m ü. NN. Im Valle Central de Tarija und bei Camargo wird intensiv Weinanbau betrieben.

### Grenzen und Nachbarstaaten
Bolivien hat fünf Nachbarstaaten. Diese sind im Uhrzeigersinn: im Norden und Osten Brasilien (3400 km Grenzlänge), im Süden Paraguay (750 km) sowie Argentinien (742 km), im Westen Chile (861 km) und Peru (900 km). Die Gesamtlänge der Staatsgrenzen beträgt 6653 Kilometer.
Bolivien und das benachbarte Paraguay sind die einzigen Binnenstaaten Amerikas. Bolivien hatte seinen Meereszugang bei Antofagasta nach dem Salpeterkrieg im Vertrag von Valparaíso 1884 Chile überlassen müssen. Dies wurde durch den Friedensvertrag von 1904 bestätigt. Nach Ansicht Boliviens war Chile zu Verhandlungen über einen Zugang zum Pazifischen Ozean verpflichtet und reichte deshalb am 24. April 2013 beim Internationalen Gerichtshof eine Klage ein. Der Internationale Gerichtshof verneinte am 1. Oktober 2018 eine solche Verpflichtung.

### Klima
Das Klima in Bolivien ist, bedingt durch die enormen Höhenunterschiede, sehr vielfältig. Grob unterscheiden kann man
- auf dem Altiplano
  - rund um den Titicacasee (etwa 150 km) und den Poopó-See (etwa 55 km) ein gemäßigtes Höhenklima mit relativ geringen jahreszeitlichen Temperaturschwankungen und mittelgroßen Tag- und Nachttemperaturschwankungen sowie einer mittleren Luftfeuchtigkeit;
  - auf dem übrigen Altiplano ein im Gesamtdurchschnitt kühl-gemäßigtes Höhenklima mit mittleren jahreszeitlichen Temperaturschwankungen und starken Tag- und Nachttemperaturschwankungen sowie allgemein einer sehr geringen mittleren Luftfeuchtigkeit;
- am Ostabfall der Anden
  - ein warm gemäßigtes bis subtropisches Klima mit einer geringen jahreszeitlichen Temperaturamplitude und einer mittleren Tag-Nacht-Temperaturamplitude bei einer größtenteils hohen Luftfeuchtigkeit;
- im Tiefland
  - im Gran Chaco ein Savannenklima mit relativ großen jahreszeitlichen und großen Tag- und Nacht-Temperaturunterschieden sowie im Durchschnitt einer geringen Luftfeuchtigkeit;
  - im Regenwald ein größtenteils tropisches Klima.

### Städte

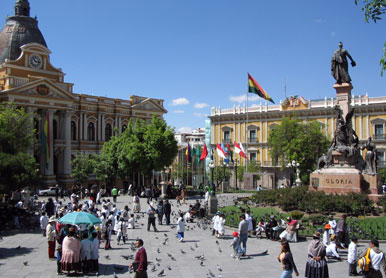
Plaza Pedro D. Murillo in La Paz

Die offizielle Hauptstadt Boliviens ist Sucre, der Sitz der Regierung befindet sich jedoch in La Paz, dessen Stadtgebiet auf Höhen zwischen 3200 m und 4100 m liegt. Damit gilt La Paz als der höchstgelegene Regierungssitz der Erde. Weitere auf 4.000 m und höher gelegene Großstädte sind El Alto, bis 1985 ein Stadtteil von La Paz, sowie Potosí. Die mit Abstand größte Stadt Boliviens ist hingegen Santa Cruz de la Sierra, die Hauptstadt des gleichnamigen Departamentos, die als der wirtschaftliche Motor des Landes gilt.
Im Jahr 2023 lebten 71 Prozent der Einwohner Boliviens in Städten. Die größten Städte Boliviens, geordnet nach der Zahl ihrer Einwohner im Jahr 2012 (Volkszählung) und 2005 (Zählung), sind:
| Stadt                   | Departamento | VZ 2012   | VZ 2001   |
| ----------------------- | ------------ | --------- | --------- |
| Santa Cruz de la Sierra | Santa Cruz   | 1.441.406 | 1.113.582 |
| El Alto                 | La Paz       | 0842.378  | 0647.350  |
| La Paz                  | La Paz       | 0757.184  | 0789.585  |
| Cochabamba              | Cochabamba   | 0630.587  | 0516.683  |
| Oruro                   | Oruro        | 0264.683  | 0201.230  |
| Sucre                   | Chuquisaca   | 0237.480  | 0193.876  |
| Tarija                  | Tarija       | 0179.528  | 0135.783  |
| Potosí                  | Potosí       | 0174.973  | 0132.966  |
| Sacaba                  | Cochabamba   | 0149.563  | 0092.581  |

## Bevölkerung

### Demografie
Bolivien hatte 2024 11,3 Millionen Einwohner. Das jährliche Bevölkerungswachstum betrug + 1,2 %. Zum Bevölkerungswachstum (2022) trug ein Geburtenüberschuss (Geburtenziffer: 21,6 pro 1000 Einwohner vs. Sterbeziffer: 9,1 pro 1000 Einwohner) bei. Die Anzahl der Geburten pro Frau lag 2022 statistisch bei 2,6, die der Region Lateinamerika und der Karibik betrug 1,8. Der Median des Alters der Bevölkerung lag im Jahr 2021 bei 23,9 Jahren. Im Jahr 2023 waren 30,5 Prozent der Bevölkerung unter 15 Jahre, während der Anteil der über 64-Jährigen 4,9 Prozent der Bevölkerung betrug.
Ungefähr 800.000 Bolivianer sind wegen der weit verbreiteten Armut im Land ausgewandert. Die meisten Migranten aus Bolivien leben in Argentinien, Brasilien, Chile und Spanien. In Bolivien selbst sind nur 1,3 % der Bevölkerung Ausländer.

### Bevölkerungsstruktur

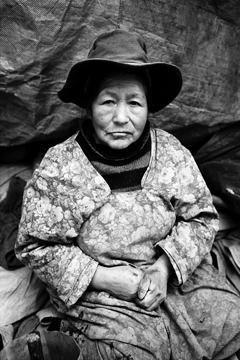
Witwe aus den Minen von Potosí, (Fotografie von Manuel Rivera-Ortiz, 2004)

Die Verfassung erkennt offiziell 36 verschiedene Ethnien und deren eigene Sprachen an.
Etwas über 50 % der Bevölkerung gehören indigenen Völkern (span. indígenas) der südamerikanischen Indianer an, meist Quechua (30,7 %) und Aymara (25,2 %); gut 30 % der Bevölkerung sind Mestizen. Die übrigen Bewohner des Landes sind „Weiße“, meist Nachkommen der verschiedenen Einwanderungswellen aus Europa bis nach dem Zweiten Weltkrieg, Nachkommen afrikanischer Sklaven, vornehmlich aus Angola, und Einwanderer aus Japan und China.
Waren zu Zeiten der spanischen Eroberung allein im Departamento Santa Cruz 80 indigene Gruppen zu finden, so existieren heute durch die Folgen der Conquista im ganzen Land nur etwa 40 ethnische Gruppen, die 35 Sprachfamilien angehören. Die größten ethnischen Gruppen finden sich auf der Hochebene, wo die Quechua und Aymara mit 3,2 bzw. 2,5 Millionen einen sehr großen Teil der Bevölkerung ausmachen. Etwa fünf bis acht lokale Gemeinschaften leben in den Regenwäldern und im Gran Chaco als isolierte Völker.
Im Gegensatz zu den kleinen und kleinsten indigenen Gruppen, von denen drei in absehbarer Zeit vermutlich aussterben werden, konnten die großen und mittelgroßen Bevölkerungsgruppen wie Chiquitanos (180.000), Guaraní (130.000), Moxeños (80.000) und Afrobolivianer (20.000) sogar Bevölkerungszuwächse verzeichnen. Gleichzeitig erleben die genannten Gruppen einen Prozess der Rückbesinnung auf ihre Wurzeln und ein Erstarken ihrer kulturellen Identität. In weiten Teilen des Landes bemühen sich Eltern, ihre indigene Sprache nicht an ihre Kinder weiterzugeben, um ihnen dadurch wirkliche oder vermeintliche Nachteile bei der schulischen Bildung zu ersparen. Allerdings gibt es inzwischen Bestrebungen, die Landkinder in ihrer indigenen Muttersprache zu alphabetisieren und diese Sprachen auch für gewisse Studien (beispielsweise Lehramt, Medizin) als Pflicht- oder wenigstens Freifach vorzuschreiben. Ein zumindest symbolischer Meilenstein für die Bemühungen um den Erhalt der indigenen Kulturen war die Verfassungsänderung von 1994, mit der Bolivien nun auch offiziell als multikulturelle, pluriethnische Gesellschaft anerkannt wurde. In der neuen Verfassung von 2009 werden umfangreiche Rechte für die naciones y pueblos indígena originario campesinos festgeschrieben.
Der Willakatuti ist ein staatlicher Feiertag am 21. Juni.

### Religionen
Laut dem Zensus 2001 bezeichnen sich 78 % der Bevölkerung als Katholiken, 19 % gaben an, einer protestantischen oder evangelikalen Richtung anzuhängen. In den urbanen Gebieten ist der katholische Anteil etwas höher als im ländlichen Raum. Bis zum Inkrafttreten der neuen Verfassung (2009) war der Katholizismus Staatsreligion. Nur 2,5 % gaben 2001 an, überhaupt nicht religiös zu sein. Weitere Religionen haben insgesamt nur einen sehr geringen Anteil, darunter auch die wenigen noch existenten ethnischen Religionen der Indigenen. Allerdings gibt es regional sehr stark präsente Gemeinden der Zeugen Jehovas, des Islam, des Bahaitums und anderer. Weit verbreitet ist auch der Synkretismus, der den christlichen Glauben mit Elementen der traditionellen Weltanschauung der indigenen Bevölkerung mischt. Während der Präsidentschaft von Evo Morales (2006 bis 2019) wurde der Synkretismus deutlich aufgewertet und erreichte mehr Bevölkerungsschichten als zuvor.

### Sprachen

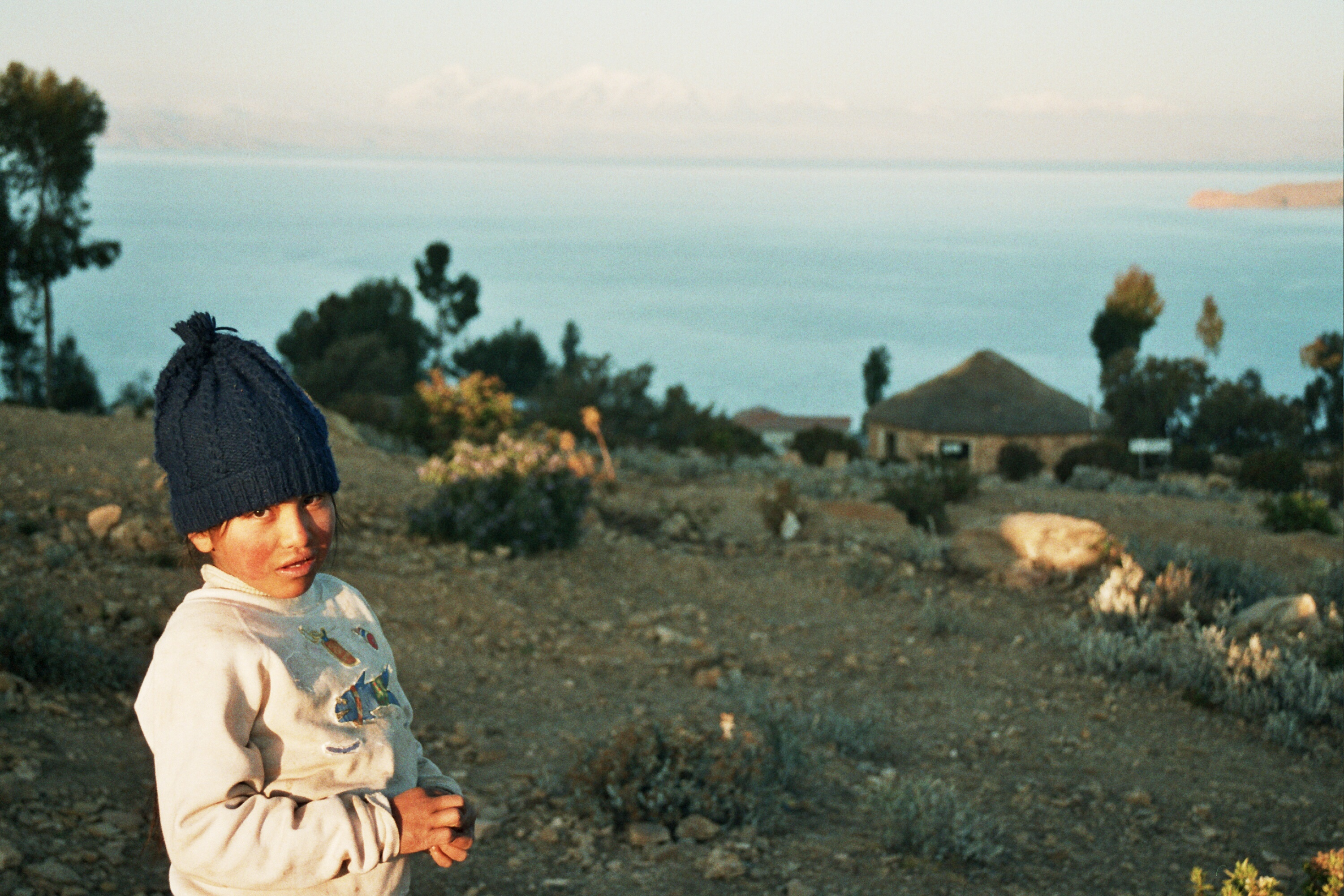
Indigenes Mädchen auf der Isla del Sol am Titicacasee

Die Verfassung erkennt Spanisch und weitere 35 indigene Sprachen als offizielle Sprachen an. Der Staat und jedes Departamento müssen Spanisch und mindestens eine weitere Sprache als Amtssprachen verwenden. Spanisch ist die Muttersprache von 69,6 % der Bevölkerung, gefolgt von Quechua (nord- und südbolivianisches Quechua – 17,5 %), Aymara (10,7 %) und Guaraní (0,6 %). Spanisch ist in den Städten stärker vertreten, die indigenen Sprachen stärker bei der Landbevölkerung. Viele wachsen mehrsprachig auf. In den Schulen und Universitäten des Landes wird meist nur auf Spanisch unterrichtet, allerdings wird seit 1995 erfolgreich interkulturelle zweisprachige Erziehung (Unterricht in indigener und spanischer Sprache) unterstützt.
| Bevölkerung über 6 Jahre nach Sprachen | Gesamt              | nur Spanisch         | nur Quechua         | nur Aimara                     | nur Guaraní       | nur andere indigene Sprachen |
| -------------------------------------- | ------------------- | -------------------- | ------------------- | ------------------------------ | ----------------- | ---------------------------- |
| Bolivien (2001)                        | 6.948.605           | 3.258.822            | 519.364             | 232.534                        | 8.678             | 11.975                       |
| in Prozent                             | 100 %               | 46,9 %               | 7,5 %               | 3,3 %                          | 0,1 %             | 0,2 %                        |
| Spanisch und Quechua                   | Spanisch und Aimara | Spanisch und Guaraní | Spanisch und andere | andere Sprach- kombina- tionen | ausländ. Sprachen | ohne Angabe                  |
| 1.368.759                              | 1.009.404           | 43.535               | 28.356              | 425.321                        | 25.714            | 16.143                       |
| 19,7 %                                 | 14,5 %              | 0,6 %                | 0,4 %               | 6,1 %                          | 0,4 %             | 0,2 %                        |

### Bildung
Im Dezember 2008 erklärte Präsident Morales nach einer dreijährigen Alphabetisierungskampagne, in der etwa 820.000 Menschen lesen und schreiben lernten, das Land für analphabetenfrei, da nunmehr 97 % der Bevölkerung lesen und schreiben könnten. Im Jahr 2001 hatte der Anteil der Analphabeten noch 14 % betragen.

### Gesundheit
Die Gesundheitsausgaben des Landes betrugen im Jahr 2021 8,2 % des Bruttoinlandsprodukts. Im Jahr 2017 praktizierten in Bolivien 10,1 Ärzte je 10.000 Einwohner. Die Sterblichkeit bei unter 5-jährigen betrug 2022 23,9 pro 1000 Lebendgeburten.
Noch 2010 hatte ein großer Teil der Bevölkerung keinen Zugang zum Gesundheitswesen. Allerdings implementiert die Regierung seither umfangreiche Programme, um das verfassungsmäßige Recht auf kostenfreien Zugang zu einem universellen Gesundheitssystem zu garantieren. Hierzu gehören auch mobile Einheiten und ein satellitengestütztes Telemedizin-Programm zugunsten der Bevölkerung in abgelegenen Gebieten. Impfungen sind kostenlos und erreichen nahezu die gesamte Bevölkerung. Außerdem wird versucht, alle Provinzen mit Krankenhäusern auszustatten und in Stadtteilen mehr Gesundheitszentren zu errichten, um das Versorgungsangebot zu dezentralisieren.
Es besteht im Gesundheitsbereich eine gute Kooperation mit Kuba: Bolivianische Medizinstudenten erhalten Stipendien und kubanische Ärzte unterstützen in Bolivien den Aufbau leistungsfähigerer Strukturen. Komplexe Therapien und Operationen können von den Ärzten bolivianischer Krankenhäuser und Kliniken jedoch häufig noch nicht fachgerecht durchgeführt werden, weshalb Patienten bei entsprechender Zahlungskraft bevorzugt in Nachbarländer wie Argentinien und Chile reisen.
In der weltweiten COVID-19-Pandemie gab die Johns Hopkins University bis Februar 2023 für Bolivien über 22.300 Todesfälle an bei knapp 1,2 Millionen Infektionen, siehe auch COVID-19-Pandemie in Bolivien. Im Januar 2023 brach vor allem im östlichen Landesteil, vor allem im Departamento Santa Cruz, das Denguefieber aus und brachte die lokale Gesundheitsversorgung an seine Grenzen.
Außerdem leiden immer mehr kleinbäuerliche Familien sowie die indigene Bevölkerung unter Armut und Mangelernährung: Durch illegalen Bergbau und Abholzung des Regenwalds für den Palmen-, Avocado- und Soja-Anbau verlieren sie ihre Lebensgrundlage. Viele von ihnen ziehen in die Städte, wo sie keine Arbeit finden. Da industriell gefertigte Lebensmittel am kostengünstigsten sind, ernähren sie sich vor allem davon – diese sind jedoch häufig nährstoffarm, was zu Übergewicht führt.
Die Lebenserwartung der Einwohner Boliviens ab der Geburt lag 2022 bei 64,9 Jahren (Frauen: 67,9, Männer: 62,3). Nachdem die Lebenserwartung nach moderaten Anstiegen 2019 mit 67,8 Jahren einen Höhepunkt erreicht hatte, sank sie 2020 auf 64,5 Jahre.

## Geschichte

### Vorläufer

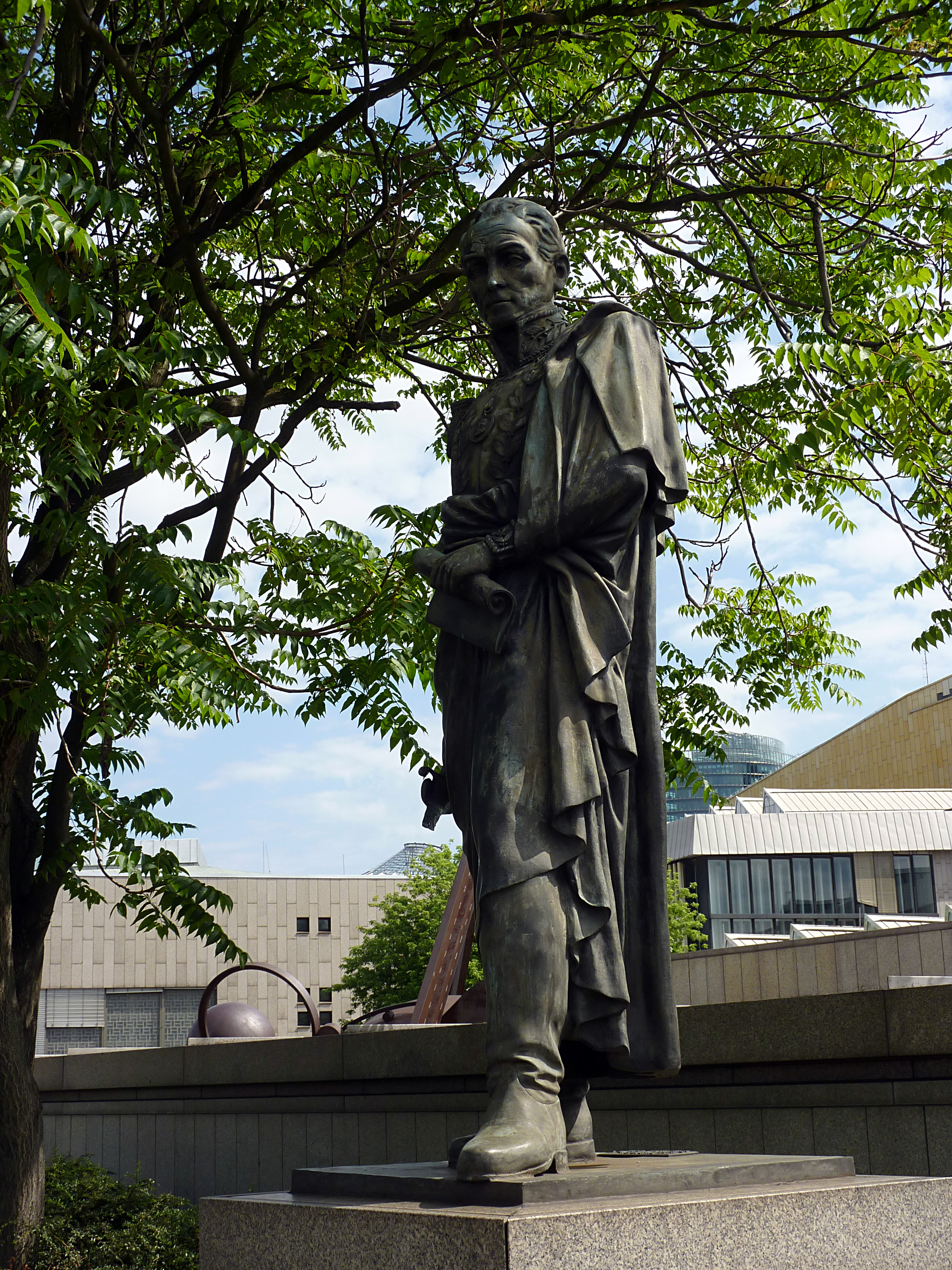
Simón Bolívar (Statue in Berlin)

Zwischen 1867 und 1938 an Nachbarstaaten verlorene Gebiete (heutiges Staatsgebiet ist weiß)

Auf dem Gebiet des heutigen Bolivien bestanden verschiedene Kulturen, die wichtigste war die Tiwanaku-Zivilisation. Als die Spanier im 16. Jahrhundert das Land eroberten, wurde es Teil des Vizekönigreiches Peru und später Teil des Vizekönigreiches Río de la Plata. Ab dem 16. Jahrhundert beuteten die Spanier die Silberminen von Potosí aus.

### Der Weg zur Unabhängigkeit und Gebietsverluste
Der Kampf um die Unabhängigkeit begann 1809. Bolivien blieb jedoch spanische Kolonie, bis eine internationale Unabhängigkeitsarmee unter Antonio José de Sucre im Auftrag Simón Bolívars im Jahre 1825 die Unabhängigkeit militärisch durchsetzte, woraufhin das Land nach Bolívar benannt wurde. Einer chaotischen Zwischenzeit folgte die Präsidentschaft von Andrés de Santa Cruz (1829–1839). In dieser wurde der Deutsche Otto Philipp Braun, ein Veteran des südamerikanischen Unabhängigkeitskrieges und des europäischen Befreiungskrieges, einer der wichtigsten militärischen und politischen Stützen der Regierung. Nach der Niederlage im Peruanisch-Bolivianischen Konföderationskrieg gegen Chile und Argentinien (1836–1839) zerfiel die Administration von Santa Cruz. Im Salpeterkrieg (1879–1883) verlor Bolivien große Teile des seit der Unabhängigkeit umstrittenen Territoriums mit Zugang zum Pazifik endgültig an Chile. Im Chacokrieg (1932–1935) verlor Bolivien große Teile umstrittenen Gebiets im Süden an Paraguay. In den folgenden Jahren begann der Niedergang aufgrund der Kriege und ökonomischer Verkäufe.

### Zuwanderungswellen
In der Zeit des Nationalsozialismus war Bolivien eine Zuflucht für viele Juden aus Deutschland und Österreich, nach dem Ende des Dritten Reiches und Beginn der Nürnberger Prozesse auch für deutsche und österreichische Nazi-Kriegsverbrecher.
Mitte der 1950er Jahre begannen deutschsprachige Russlandmennoniten aus Paraguay nach Bolivien auszuwandern. Später kamen vor allem konservative Russlandmennoniten aus Mexiko, Kanada und Belize dazu. Im Jahre 2016 lebten etwa 70.000 Russlandmennoniten in Bolivien.

### Revolutionen und Coups 1950–2005

1971 löste Hugo Banzer Suárez, unterstützt von der CIA, Präsident Torres bei einem Staatsstreich gewaltsam ab.

Mit ethnischen und kulturellen Kämpfen konfrontiert, gab es in Bolivien Revolutionen und militärische Coups. Nach der erfolgreichen Revolution des Movimiento Nacionalista Revolucionario (MNR) im Jahr 1952 wurden 1953 Bildung und Erziehung ausgeweitet und das allgemeine aktive und passive Wahlrecht eingeführt, das das Frauenwahlrecht einschloss. Eine Militär-Junta wurde in den frühen 1980ern gestürzt, um eine Demokratie zu installieren.
Im Oktober 2003 kam es zu breiten Unruhen mit dem Charakter eines Volksaufstands, als Gewerkschaften gegen den Ausverkauf des wichtigen Bodenschatzes Erdgas an US-amerikanische Konzerne protestierten und Streiks organisierten. Dies stellte zugleich den Höhepunkt der teilweise gewaltsamen Proteste gegen die Reformen und Einsparungen im Staatshaushalt (im Rahmen der vom IWF geforderten Maßnahmen zur Verringerung der Auslandsverschuldung) dar, die im Februar 2003 mit einem Polizeistreik begonnen hatten. Die Regierung setzte Militär gegen die „Rebellen“ ein; rund 60 Menschen kamen dabei ums Leben. Dies führte jedoch zur Solidarisierung weiterer Volksschichten mit den Demonstranten. Im Ergebnis musste Präsident Gonzalo Sánchez de Lozada ins Exil in die USA gehen; ein Jahr später erhob das bolivianische Parlament Anklage gegen ihn. Durch den Rücktritt Lozadas ging die Präsidentschaft auf den Vizepräsidenten Carlos Mesa über.
Im Januar 2005 versuchte ein Bündnis politischer Gruppen, die Autonomie der rohstoffreichen Region Santa Cruz zu erlangen. Vorausgegangen waren Massenproteste wegen hoher Benzinpreise, bei denen die Verstaatlichung der Gas-Industrie gefordert wurde. Mehrere Institutionen, wie zum Beispiel die Präfektur, waren kurzzeitig von den Demonstranten besetzt.
Im Juni 2005 führten soziale Unruhen zum Rücktritt von Präsident Carlos Mesa. Wochenlange Streiks und Straßenblockaden zwangen ihn zu diesem Schritt, angesichts der Tatsache, dass die Versorgungslage in der Hauptstadt prekär wurde. Die Unruhen setzten sich fort, um zu verhindern, dass der Präsident des Senates, der konservative Hormando Vaca Díez aus Santa Cruz, die Präsidentschaft verfassungsgemäß übernimmt. Die Blockade von La Paz zwang den Senat, in Sucre zusammenzutreten, um den Rücktritt Carlos Mesas formell anzunehmen und seinen Nachfolger zu vereidigen. Die Proteste zwangen Vaca Díez zum Verzicht auf seine Nachfolge, so dass das Präsidentenamt verfassungsgemäß auf den Präsidenten des Obersten Gerichtshofes Eduardo Rodríguez als Übergangspräsident überging mit der Maßgabe, Neuwahlen herbeizuführen. Diese sollten am 4. Dezember 2005 stattfinden. Innenpolitische Machtkämpfe verzögerten den Wahltermin. Hintergrund war ein Urteil des Verfassungsgerichts vom 22. September 2005, dass die Sitzverteilung im Parlament nicht mehr den aktuellen Bevölkerungszahlen der Departamentos entspreche und vor der Wahl eine Neuregelung (zugunsten der Departamentos Santa Cruz und Cochabamba) gefunden werden müsse. Nachdem sich das Parlament nicht auf eine Neuverteilung der Sitze einigen konnte, ordnete Präsident Rodríguez am 1. November 2005 per Dekret eine Neuverteilung der Sitze an (La Paz −2, Oruro −1 und Potosí −1 zugunsten von Santa Cruz +3 und Cochabamba +1) und bestimmte den Wahltermin auf den 18. Dezember 2005.

### Epoche Morales (2005–2019)

#### Präsidentschaftswahl, Wirtschaftsaufschwung und Alphabetisierung

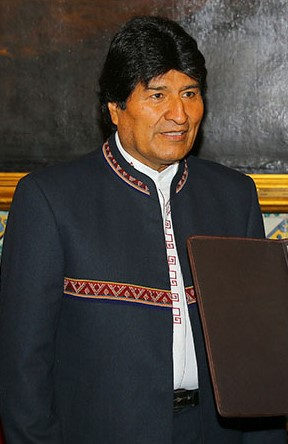
Evo Morales

Bei den Präsidentschaftswahlen im Dezember 2005 waren die beiden aussichtsreichsten Kandidaten der Kokabauer Evo Morales von der sozialistischen Partei „Movimiento al Socialismo“, der als indigener Aymara die indigene Bevölkerungsmehrheit zu vereinen suchte, und der konservative Weiße Jorge Quiroga Ramírez, der schon einmal Präsident gewesen war.
Am 18. Dezember 2005 wurde Morales mit 54 % der Stimmen zum Präsidenten gewählt. Es war das erste Mal seit Wiedereinführung der Demokratie im Jahre 1982, dass ein Präsidentschaftskandidat die absolute Mehrheit erreichte. Zudem wurde das Ergebnis über die Landesgrenzen hinaus als historisches Momentum des Postkolonialismus interpretiert, da zum ersten Mal seit der spanischen Kolonisation im 16. Jahrhundert ein Repräsentant einer indigenen Nation zum Präsidenten eines südamerikanischen Landes gewählt wurde. Evo Morales äußerte sich während seines Wahlkampfes und in den Jahren seiner Präsidentschaft auch regelmäßig in antikolonialer und antiimperialistische Weise. Eine wichtige Säule seiner antikolonialen Politik war die Wiedererlangung der wirtschaftlichen Souveränität über die Ressourcen des Landes. So verstaatlichte die Regierung im Mai 2006 alle Öl- und Gasvorkommen des Landes und erlaubte künftige Joint Ventures mit ausländischen Unternehmen nur noch unter der Bedingung einer Mehrheitsbeteiligung (mind. 51 %) des bolivianischen Staatskonzerns YPFB.
Während Evo Morales’ Präsidentschaft erlebte das Land einen starken wirtschaftlichen Aufschwung. Laut den statistischen Erhebungen der Weltbank vervierfachte sich das bolivianische Bruttoinlandsprodukt von 9,5 Mrd. Dollar 2005 auf 40,9 Mrd. 2019. Zugleich sank die Anzahl der in relativer Armut lebenden Menschen von 60 % auf 35 % im Jahr 2019. Diese Entwicklung lässt sich größtenteils auf die sozialdemokratische Politik der Regierungspartei zurückführen, die unter anderem weitreichende Arbeitsmarktreformen, Investitionen in Bildung und Gesundheit sowie die Einführung von Sozialsystemen beinhalteten. So wurde der Mindestlohn von 440 auf 2122 Bolivianos (2019) erhöht, was einer Lohnsteigerung von weit über 300 % innerhalb von 15 Jahren entspricht. Allerdings muss hierbei differenziert werden, da die Mehrheit der arbeitenden Bevölkerung im informellen Sektor tätig ist und daher keinen staatlich garantierten Anspruch auf den Mindestlohn hat.

Im Jahr 2014 erklärte die UNESCO den Analphabetismus in Bolivien für besiegt, da das Land die Quote der Menschen ohne Lese- und Schreibfähigkeiten auf 3,8 % (4 % = UNESCO Mindeststandard) drücken konnte. 

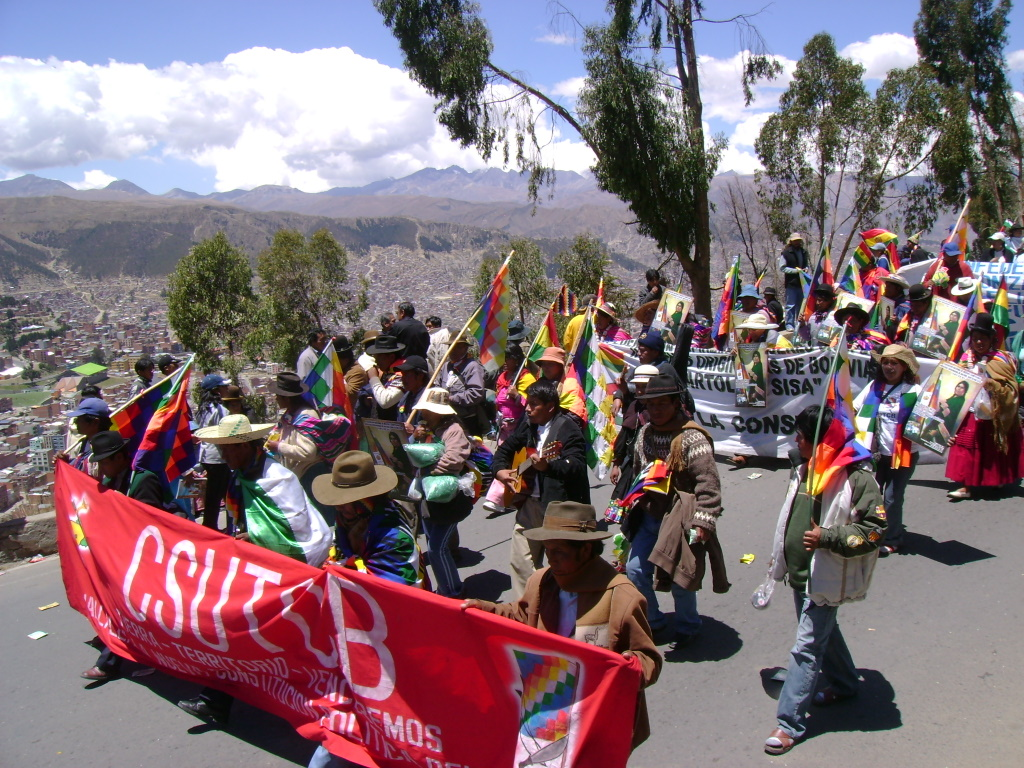
Indigene Proteste für die neue Verfassung (Oktober 2008)

#### Neue Verfassung 2009
Bolivien gab sich 2009 nach einem zum Teil chaotischen Prozess eine neue Verfassung. Hierfür wählte das Volk am 2. Juli 2006 eine verfassunggebende Versammlung (Asamblea Constituyente) mit 255 Mitgliedern. Die linksgerichtete Partei MAS (Movimiento al Socialismo) von Präsident Evo Morales erreichte mit 134 Abgeordneten die absolute Mehrheit, verfehlte aber die für die Verabschiedung der neuen Verfassung notwendige 2/3-Mehrheit.
Eine gleichzeitig durchgeführte Volksabstimmung über die künftige Staatsform lieferte kein klares Ergebnis, sondern zeigte die politische Spaltung des Landes. In den vier östlichen Departamentos des „Media Luna“ oder „Oriente“ (Pando, Beni, Santa Cruz und Tarija) stimmte die Bevölkerung für die Einführung einer föderalen Staatsstruktur mit regionaler Autonomie, in den fünf westlichen Departamentos im Hochland (La Paz, Oruro, Cochabamba, Chuquisaca und Potosí) lehnte die Bevölkerung Autonomiebestrebungen ab und stimmte für die Beibehaltung eines zentralistischen Staates.
Ein zentraler Aspekt der Verfassung war die Anerkennung von Kultur und Sprache der 36 verschiedenen indigenen Ethnien des Landes. Aus diesem Grund wurde mit Einführung der neuen Verfassung der Name des Landes von „Republik Bolivien“ in „Plurinationaler Staat Bolivien“ verändert, um der heterogenen Multikulturalität des Landes zu entsprechen.
Der Verfassungsentwurf wurde am 25. Januar 2009 mit deutlicher Mehrheit vom bolivianischen Volk angenommen.
Evo Morales wurde bei den Wahlen 2009 mit weit über 60 % wiedergewählt und errang mit seiner Partei sowohl im Senat als auch im Abgeordnetenhaus eine Zwei-Drittel-Mehrheit. Bei der erneuten Wiederwahl 2014 war jedoch umstritten, ob Morales antreten dürfte. Die neue Verfassung erlaubte nur zwei Amtszeiten. Morales’ Lager argumentierte, dass die Wahl von 2009 die Erstwahl (unter der neuen Verfassung) gewesen sei. Das nicht unabhängige Verfassungsgericht erklärte jedoch eine erneute Kandidatur Morales’ für verfassungsgemäß.
Eine Verfassungsänderung, die die unbegrenzte Wiederwahl des Präsidenten erlauben sollte und Morales eine Kandidatur auch 2019 ermöglichen sollte, wurde in einer Volksabstimmung 2016 abgelehnt. Trotzdem hob das Verfassungsgericht (Tribunal Constitucional) am 28. November 2018 allgemein die Wirkung derjenigen Artikel der Verfassung auf, die der mehrfachen Wiederwahl eines Amtsträgers im Wege standen, und begründete dies mit der Amerikanischen Menschenrechtskonvention, die in Art. 23 ohne Einschränkung jedem Bürger politische Rechte zusagt, einschließlich der Bewerbung für politische Ämter. Diese Entscheidung wurde fünf Jahre später zurückgenommen, nachdem der Interamerikanische Gerichtshof für Menschenrechte in einem Rechtsgutachten für Kolumbien klargestellt hatte, dass die Begrenzung von Amtszeiten kein Verstoß gegen Art. 23 sei.

#### Sturz der Regierung 2019
Nach den Präsidentschaftswahlen von 2019 nahmen Morales’ politische Gegner und das Militär Unregelmäßigkeiten bei der Verkündung der Schnellauszählungsergebnisse zum Anlass, den Rücktritt des Präsidenten zu fordern.
Morales bot daraufhin Neuwahlen an.
Einige Einheiten der Polizei weigerten sich, gegen Pro-Morales-Demonstranten vorzugehen.
Um weitere Todesopfer zu verhindern, kamen Evo Morales und seine Kabinettsmitglieder den Rücktrittsforderungen nach.
Einige Beobachter werteten seinen erzwungenen Rücktritt als Staatsstreich.
Morales ging kurze Zeit später nach Mexiko ins Exil. Da viele Gefolgsleute Morales’ ebenfalls zurückgetreten waren, wurde Jeanine Áñez, zweite Vizepräsidentin des Senats, Interimspräsidentin. Während ihrer Präsidentschaft gab es einen schweren Fall von Korruption innerhalb ihres Kabinetts, im Zuge dessen der Gesundheitsminister medizinische Beatmungsgeräte zur Versorgung der bolivianischen Bevölkerung im Kampf gegen das Coronavirus zu überhöhten Preisen bei gleichzeitig minderwertiger Qualität bei einem spanischen Unternehmen kaufte.

### Präsidentschaft Luis Arce (ab 2020)
Im Oktober 2020 wurde zum zweiten Mal innerhalb eines Jahres zur Präsidentschaftswahl in Bolivien aufgerufen. Hierbei gewann der linke Kandidat Luis Arce von der Partei Movimiento al Socialismo mit über 55 % der Stimmen gegen die bis dato regierende Interimspräsidentin Jeanine Áñez, den liberal-konservativen Ex-Präsidenten Carlos Mesa (28,8 %) und den rechtsradikalen Kandidaten Luis Fernando Camacho. Einen Monat später kehrte der ehemalige Präsident Morales aus dem Exil nach Bolivien zurück.

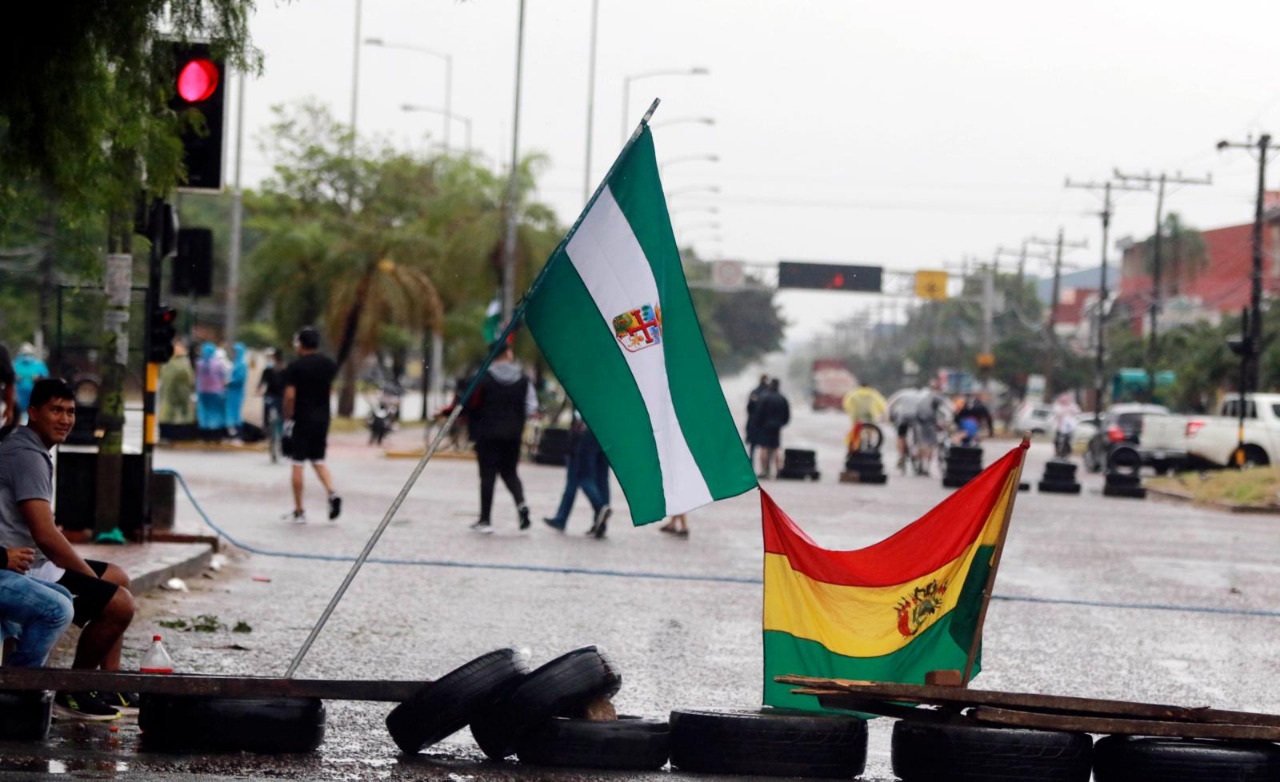
Straßenblockaden in Santa Cruz am 7. November 2022

Ab Herbst 2022 kam es im Departamento Santa Cruz zu Protesten gegen die Regierung, initiiert durch Luis Fernando Camacho, der 2021 zum Gouverneur des Departamentos gewählt worden war. Die Demonstranten protestierten gegen die Verschiebung des ursprünglich für 2022 angesetzten neuen Zensus, von dem sie sich mehr öffentliche Gelder und Senatssitze für Santa Cruz erhofften. Am 28. Dezember 2022 ordnete ein Gericht in La Paz eine sechsmonatige Untersuchungshaft für Camacho im Zusammenhang mit dem Sturz der Regierung 2019 an. Daraufhin kam es erneut zu gewalttätigen Protesten seiner Anhänger und Flugausfällen am internationalen Flughafen Viru Viru.
Nachdem im Jahr 2006 der Energiesektor verstaatlicht worden war, waren die Einnahmen aus dem Energieexport stark angestiegen und in Sozialprogramme investiert worden. Jedoch wurde die Investition in die Erschließung neuer Lagerstätten vernachlässigt und ausländische Investitionen verringerten sich auf Grund von Befürchtungen vor eventuellen neuen Enteignungen internationaler Konzerne im Energiesektor. Dadurch sank die Gasförderung von 22 Mio. m³ pro Tag im Jahr 2015 auf 15,4 Mio. m³ im Jahr 2022 und Bolivien wurde im April 2022 zu einem Netto-Energieimporteur – im Jahr 2022 führte das Land Kohlenwasserstoffe für 3,088 Mrd. US-Dollar aus, importierte Kraftstoffe im Wert von 4,066 Mrd. Dollar. Die fehlenden Export-Einnahmen gefährden Beobachtern zufolge die Fortführung der Sozialprogramme und Subventionen der Regierung Arce, die jedoch nicht darauf verzichten möchte, weil diese die Basis ihrer Politik sind. Die Staatsrücklagen sanken von 15,5 Mrd. auf ein historisches Minimum von 3,5 Mrd. US-Dollar.
Am 26. Juni 2024 scheiterte ein Putschversuch gegen die Regierung von Luis Arce. In La Paz hatten Soldaten den zentralen Plaza Murillo besetzt, an dem sich der Regierungspalast und der Kongress befinden. Sie versuchten, den Palast zu stürmen. Der mutmaßliche Anführer der Putschisten, der kurz zuvor entlassene Armeechef Juan José Zúñiga, warf der Regierung unter anderem eine „Demütigung des Militärs“ vor. Arce rief die Bevölkerung zur Gegenwehr auf und ernannte eine neue militärische Führung. Diese befahl den Rückzug der Truppen. Zúñiga und einige weitere Militärs wie der Vizeadmiral Juan Arnez Salvador wurden verhaftet. Auch Ex-General Edison Alejandro Irahola Caero wurde verhaftet.

## Politik

### Politisches System

Die Wiphala von Qullasuyu, ein traditionelles Symbol der indigenen Andenvölker, ist seit der Verfassung von 2009 neben Flagge und Wappen ein offizielles Nationalsymbol des Plurinationalen Staats Bolivien

An der Spitze der Zentralregierung mit Sitz in La Paz steht der für fünf Jahre gewählte Präsident. Er wird direkt vom Volk gewählt und darf höchstens einmal wiedergewählt werden. Nach der alten Verfassung vor 2009 war gar keine Wiederwahl erlaubt. Im Zuge der Annahme der neuen Verfassung im Jahr 2009 wurde die Republik in Plurinationaler Staat umbenannt, obwohl ein republikanisches Präsidialsystem beibehalten wurde. Gleichzeitig wurden Neuwahlen abgehalten, die Evo Morales, der seit dem 22. Januar 2006 Präsident war, gewann. Seine Kandidatur im Jahr 2014 für eine dritte Amtsperiode war umstritten und wurde von der Opposition hart kritisiert. Eine Entscheidung des Verfassungsgerichts erlaubte das Vorgehen allerdings, mit der Begründung, dass es die erste Wiederwahl unter der neuen Verfassung sei. Somit konnte Evo Morales der am längsten regierende Staatschef Boliviens werden.
Das Regierungssystem wird laut neuer Verfassung (Artikel 11) als partizipative, repräsentative und gemeinschaftsorientierte Demokratie mit Gleichberechtigung für Männer und Frauen beschrieben. Besondere Aufmerksamkeit gilt den Rechten und der Kultur der indigenen Bevölkerung, einschließlich der ihnen gleichgestellten Afrobolivianer. Die Verfassung gewährt den Bürgern Weltanschauungsfreiheit, der plurinationale Staat ist unabhängig von Religion. Entsprechend der Verfassung wird beabsichtigt, die Autonomie der Departamentos, Regionen, Gemeinden und indigenen Territorien zu stärken und die Dezentralisierung voranzutreiben. Obwohl hier bereits viele institutionelle Fortschritte gemacht wurden, hat die Zentralregierung zum Stand 2015 noch ein deutliches Machtübergewicht gegenüber den dezentralen Strukturen. Dies liegt zum Teil auch daran, dass zahlreiche Gebietskörperschaften ihre Autonomieverfassungen noch nicht ausgearbeitet und verabschiedet haben.

#### Exekutive
Die Präsidentschaftswahlen finden immer zusammen mit den Parlamentswahlen statt. Wenn bei der Wahl kein Präsidentschaftskandidat die erforderliche absolute Mehrheit erreicht (Regelfall), wird der Präsident mit einfacher Mehrheit vom neu gewählten Parlament bestimmt. Wenn der Präsident sein Amt niederlegt oder stirbt, rückt der zusammen mit ihm gewählte Vizepräsident nach, der laut Verfassung auch den Vorsitz des Abgeordnetenhauses innehat. Falls dieser verhindert ist, geht das Präsidentenamt laut Artikel 169 der Verfassung auf den Präsidenten des Senats und dann auf den (neuen) Präsidenten der Abgeordnetenkammer über. Im letzten Fall müssen innerhalb von 90 Tagen Neuwahlen angesetzt werden.
Der Präsident hat ähnliche Machtbefugnisse wie seine Amtskollegen in Frankreich oder den USA. Er nimmt repräsentative Aufgaben wahr, bestimmt wesentlich die Außenpolitik und kann über präsidentielle Dekrete auch Rechtsakte erlassen. Ihm unterstehen Staatsminister für diverse Kompetenzbereiche, die zum Teil in Vizeministerien untergliedert sind. Die Streitkräfte hängen ebenfalls vom Präsidenten ab, werden vom Verteidigungsministerium verwaltet und fachlich vom Obersten Kommandeur geleitet.

#### Legislative
Das bolivianische Parlament, das seit der Verfassung von 2009 Plurinationale Legislative Versammlung (Asamblea Legislativa Plurinacional) genannt wird, besteht aus der Abgeordnetenkammer (Cámara de Diputados) mit 130 Abgeordneten als Unterhaus und dem Senat (Senado) mit 36 Senatoren (vier aus jedem Departamento) als Oberhaus. Die Mitglieder beider Kammern werden für je fünf Jahre gewählt. Die Legislaturperiode ist an die des Präsidenten gekoppelt und kann kürzer sein, wenn eine vorzeitige Neuwahl des Präsidenten erfolgt.

#### Judikative
Der Oberste Gerichtshof (Tribunal Supremo de Justicia) und das Verfassungsgericht (Tribunal Constitucional Plurinacional) haben ihren Sitz in Sucre, der formellen Hauptstadt des Landes. Im Bereich Agrarumwelt wurde ein weiteres oberstes Gericht auf nationaler Ebene eingerichtet. Außerdem gibt es die obersten Gerichtshöfe der einzelnen Departamentos. Für indigene Angelegenheiten sind in bestimmten Regionen eigene Jurisdiktionen verantwortlich. Ein weiteres wichtiges Teilorgan ist schließlich der Justizrat (Consejo de la Magistratura).

#### Wahlorgan
Das Plurinationale Wahlorgan (Órgano Electoral Plurinacional) hat Verfassungsrang als unabhängige Gewalt. Es besteht aus der Obersten Wahlleitung (Tribunal Supremo Electoral), den Wahlleitungen der Departamentos und weiteren untergeordneten Einrichtungen. Eine wichtige Aufgabe besteht in der Führung des biometrischen Wählerverzeichnisses. Außerdem wurde dem Organ die Verantwortung für das Ausweiswesen (SEGIP), das Führerscheinwesen (SEGELIC) und die Funktionen der Standesämter (SERECI) übertragen.
In Bolivien besteht Wahlpflicht, wahlberechtigt (und -verpflichtet) sind alle bolivianischen Staatsbürger, die sich am Wahltag im Land aufhalten und das Wahllokal an ihrem Wohnort erreichen können. Eine Stimmabgabe für Bolivianer mit Wohnsitz im Ausland wurde für die Präsidentschaftswahl 2014 erstmals ermöglicht. Die Teilnahme an den Wahlen wird nicht erzwungen, das unentschuldigte Fernbleiben kann jedoch indirekte Konsequenzen haben, da die öffentliche Hand bestimmte Leistungen (beispielsweise Rentenauszahlung) an die Vorlage einer Bescheinigung knüpft, die die Teilnahme an der Wahl (oder ein entschuldigtes Fernbleiben) bestätigt.

#### Weitere autonome Organe
Zu den bedeutenden autonomen Institutionen, die durch die neue Verfassung eingerichtet wurden, gehören die folgenden:
- Das Amt für die Verteidigung des Volkes (Defensoría del Pueblo), das Bürgern Rechtsbeihilfe sichert (insbesondere bei Amtsmissbrauch)
- Die Staatsanwaltschaft (Ministerio Público)
- YPFB: der staatliche Öl- und Gaskonzern, EBIH: das Staatsunternehmen für die Industrialisierung von Kohlenwasserstoffen (Empresa Boliviana de Industrialización de Hidrocarburos) und ANH: die nationale Regulierungsagentur für die Kohlenwasserstoffindustrie (Agencia Nacional de Hidrocarburos)
- COMIBOL: der staatliche Bergbaukonzern, dem die gesamte Bergbauindustrie des Landes untersteht, und AJAM: die Regulierungsbehörde für den Bergbausektor (Autoridad Jurisdiccional Administrativa Minera)

### Politische Indizes
| Name des Index                     | Indexwert    | Weltweiter Rang | Interpretationshilfe | Jahr |
| ---------------------------------- | ------------ | --------------- | --- | ---- |
| Fragile States Index               | 69,4 von 120 | 81 von 179      | Stabilität des Landes: Warnung 0 = sehr nachhaltig / 120 = sehr alarmierend Rang: 1 = fragilstes Land / 179 = stabilstes Land | 2024 |
| Demokratieindex                    | 4,26 von 10  | 103 von 167     | Hybridregime 0 = autoritäres Regime / 10 = vollständige Demokratie                                                            | 2024 |
| Freedom in the World Index         | 65 von 100   | —               | Freiheitsstatus: teilweise frei 0 = unfrei / 100 = frei                                                                       | 2024 |
| Rangliste der Pressefreiheit       | 54,1 von 100 | 93 von 180      | Schwierige Lage für die Pressefreiheit 100 = gute Lage / 0 = sehr ernste Lage                                                 | 2025 |
| Korruptionswahrnehmungsindex (CPI) | 28 von 100   | 133 von 181     | 0 = sehr korrupt / 100 = sehr sauber                                                                                          | 2024 |

### Parteien
Parteien in Bolivien sind in der Regel eng mit ihrem Gründer verbunden und verlieren im Todesfall oder nach dessen Austritt oft stark an Bedeutung. Eine Ausnahme bildet die linksgerichtete Movimiento al Socialismo (MAS), die nach 13 Jahren Regierung (2006–2019) landesweit dauerhafte Strukturen etabliert hat. Dies ermöglichte ihr, den Wegfall von Evo Morales im Jahr 2019 zu kompensieren und 2020 die Macht zurückzugewinnen.
Daneben besteht in den meisten Fällen keine klare Positionierung im politischen Spektrum. In der Regel bewegen sie sich allerdings innerhalb der Bandbreite von sozialdemokratisch, konservativ und rechtsliberal. Extreme Gruppierungen kommen fast nur als Flügel innerhalb der Parteien vor. Hier sind beispielsweise Teile der MAS zu nennen, die marxistisch-leninistische Positionen vertreten, sowie marktliberale und christlich-fundamentale Kräfte innerhalb der Oppositionsparteien. Seit einigen Jahren entwickeln sich vor allem auf regionaler Ebene auch Umweltschutzparteien, die jedoch noch wenig Rückhalt in der Bevölkerung genießen.
Bedeutende Oppositionsparteien der letzten Jahre sind die folgenden:
- Creemos, gegründet 2020, führende Kraft in Santa Cruz, angeführt von Luis Fernando Camacho
- Allianza Comunidad Ciudadana, gebildet für die Wahlen 2019/2020, aus der sie mit Carlos Mesa an der Spitze als stärkste Oppositionspartei hervorgegangen ist
- Unidad Nacional
- Movimiento Nacionalista Revolucionario
- Movimiento sin Miedo
- Movimiento de Izquierda Revolucionaria

### Militär
Bolivien gab 2017 knapp 1,8 Prozent seiner Wirtschaftsleistung oder 657 Mio. US-Dollar für seine Streitkräfte aus.

### Regionale Bündnisse
Angesichts seiner gesellschaftlichen und geographischen Heterogenität sowie der zentralen Lage in Südamerika hat Bolivien ein großes Interesse an einer tieferen Integration mit seinen Nachbarstaaten, sowohl in Richtung Anden, als auch in Richtung Amazonasbecken und Paraná-Becken.
Bolivien gehört zur 1969 gegründeten Andengemeinschaft, die seit 1995 eine Freihandelszone zwischen den Mitgliedsstaaten aufgebaut hat. Während der Regierungszeit von Hugo Chávez bestand eine sehr enge Bindung der Regierung Morales mit Venezuela, die sich auch durch die Mitgliedschaft in der Bolivarianischen Allianz für Amerika ALBA ab 2004 ausdrückte. Die Union Südamerikanischer Nationen (Unasur) wurde 2008 gegründet, um die politische Integration Südamerikas voranzutreiben. Der Sitz der Mitgliederversammlung (Centro de Convenciones) war in einem 2018 eingeweihten Gebäude bei Cochabamba vorgesehen. In Folge von politischen Umschwüngen in Lateinamerika verlor die UNASUR jedoch an Bedeutung zugunsten der Gemeinschaft der Lateinamerikanischen und Karibischen Staaten (CELAC), in der Bolivien ebenfalls mitwirkt. Daneben wurde im Jahr 2023 die lange angestrebte Vollmitgliedschaft im Mercosur bestätigt. Überregional positioniert sich Bolivien seit Januar 2025 als offizieller BRICS-Partner.

### Verwaltungsgliederung
Bolivien ist in neun Departamentos aufgeteilt:
| Departamento | Einwohner 2024 | Einwohner 2012 | Einwohner 2001 | Einwohner 1992 | Fläche (km2) | Einwohnerdichte |
| ------------ | -------------- | -------------- | -------------- | -------------- | ------------ | --------------- |
| Santa Cruz   | 3.115.386      | 2.655.084      | 2.029.471      | 1.364.389      | 370.621      | 08,41           |
| La Paz       | 3.022.566      | 2.706.351      | 2.350.466      | 1.900.786      | 133.985      | 22,56           |
| Cochabamba   | 2.005.373      | 1.758.143      | 1.455.711      | 1.110.205      | 055.631      | 36,05           |
| Potosí       | 0856.419       | 0823.517       | 0709.013       | 0645.889       | 118.218      | 07,24           |
| Chuquisaca   | 0600.132       | 0576.153       | 0531.522       | 0453.756       | 051.524      | 11,65           |
| Tarija       | 0534.348       | 0482.196       | 0391.226       | 0291.407       | 037.623      | 14,20           |
| Oruro        | 0570.194       | 0494.178       | 0391.870       | 0340.114       | 053.588      | 10,64           |
| Beni         | 0477.441       | 0421.196       | 0362.521       | 0276.174       | 213.564      | 02,24           |
| Pando        | 0130.761       | 0110.436       | 0052.525       | 0038.072       | 063.827      | 02,05           |

Da Bolivien weiterhin Anspruch auf die chilenische Región de Antofagasta erhebt, wird diese als zehntes Departamento Litoral bezeichnet.
Die laut neuer Verfassung von 2009 autonomen Departamentos werden von einem Gouverneur (Gobernador) regiert. Zuvor standen den Departamentos Präfekten vor, die bis 2005 vom Präsidenten ernannt wurden, bevor sie am 18. Dezember 2005 zum ersten und einzigen Mal vom Volk gewählt wurden, als Zugeständnis an Autonomiebestrebungen. Fünf Jahre später fanden die ersten sub-nationalen Wahlen statt, bei denen gleichzeitig die Gouverneure, die Sub-Gouverneure (Subgobernador oder Ejecutivo Seccional), die Bürgermeister und die Parlamente (Asamblea Legislativa Departamental) gewählt wurden.
Die Departamentos gliedern sich ihrerseits in insgesamt 112 Provinzen (Provincias), die vom jeweils gewählten Sub-Gouverneur verwaltet und gestaltet werden. Die Provinzen sind wiederum in 339 autonome Municipios untergliedert. Municipios umfassen eine Reihe von Ortschaften und gliedern sich weiterhin in Distrikte (zuvor Kantone).
Municipios und Provinzen, die eine in gewisser Weise homogene Struktur aufweisen, können sich optional zu einer Autonomen Region zusammenschließen. Daneben können indigene Gemeinschaften im ländlichen Raum Autonome Indigenengebiete (Territorios indígena originario campesinos) bilden. Das erste autonome Gebiet entstand 2017 im Municipio Charagua.
Die Interessen der Municipios gegenüber den Ebenen Departamento und Staat werden über Verbände verteidigt, die im Dachverband Federación de Asociaciones Municipales de Bolivia (FAM – Bolivia) organisiert und institutionalisiert sind. Hierfür können Municipios auch so genannte Mancomunidades bilden, eine Art kommunaler Zweckverband.
Auf kommunaler Ebene gibt es gewählte Bürgermeister (Alcaldes), in größeren Städten und Gemeinden auch einen gewählten Stadtrat (Consejo municipal).

## Wirtschaft

Langfristige Entwicklung des realen Bruttoinlandsprodukts pro Kopf

Trotz seines Reichtums an Bodenschätzen (früher vor allem Silber und Zinn) war Bolivien für lange Zeit das ärmste und exportschwächste Land Südamerikas, sein nominales Bruttoinlandsprodukt pro Einwohner betrug im Jahre 2023 11.028 US-Dollar pro Kopf.
Seit die Erdgasindustrie nach der Regierungsübernahme von Evo Morales erfolgreich verstaatlicht wurde, konnten die Staatseinnahmen erheblich gesteigert werden. Zeitgleich wurden auch die Zoll- und Steuerbehörden gestärkt, sodass auch von dieser Seite her ein Vielfaches an Einnahmen dem Staat zugehen. Die Exporte wurden im Zeitraum 2000–2013 etwa verzehnfacht, die extreme Armut konnte stark reduziert werden und damit auch die Ungleichheit. Durch das im Vergleich mit den meisten Ländern der Region höhere Wachstum und die stabile Geldpolitik erreicht die Bevölkerung Boliviens heute (Stand 2015) einen Lebensstandard, der mit vielen anderen Ländern der Region vergleichbar ist.
Ein zwischenzeitlich bedeutender Faktor war auch der Handelsvertrag der Völker (span.: Tratado de Comercio de los Pueblos (TCP)), der am 29. April 2006 von den Präsidenten der Länder Bolivien, Venezuela und Kuba unterzeichnet wurde. In diesem Vertrag verpflichten sich Venezuela und Kuba, bolivianische Sojabohnen zu kaufen und Bolivien in seinen Programmen zur Alphabetisierung und Gesundheitsversorgung und bei der Errichtung einer nationalen bolivianischen Fluggesellschaft zu unterstützen. Während der Präsidentschaft von Evo Morales pflegten diese drei Länder enge wirtschaftliche und diplomatische Beziehungen.
Die 2009 angenommene neue Verfassung (s. o.) sieht ein neues, „pluralistisches“ Wirtschaftsmodell für Bolivien vor. Laut Verfassungstext strebt das Land ein gemischtes Modell aus staatlicher, gemein- und privatwirtschaftlicher Ökonomie mit sozialer Kontrolle an. Neben starken keynesianistischen Elementen enthält das Modell Nachhaltigkeits-Elemente aus dem indigenen Denken.
Aus regionaler Sicht kann man in Bolivien eine multipolare Struktur erkennen. Santa Cruz bildet traditionell das industriell am weitesten fortgeschrittene Zentrum – lediglich die aufstrebende Doppelmetropole La Paz/El Alto weist eine ähnlich hohe Aktivität auf. Im Süden liegt der Fokus der für das Land so wichtigen Erdgasförderung. Das Karnevalszentrum Oruro ist ein bedeutender Umschlagplatz für Importwaren, in seiner Umgebung befinden sich die größten Bergbaustandorte. Ein gern gewählter Ort für internationale Großveranstaltungen ist schließlich das zentral und auch klimatisch günstig gelegene Cochabamba.
Im Global Competitiveness Index, der die Wettbewerbsfähigkeit eines Landes misst, belegte Bolivien Platz 121 von 138 Ländern (Stand 2016–2017). Der Index für wirtschaftliche Freiheit 2024 des Landes war der 165 höchste von 176 Ländern.
| Jahr                                    | 2010  | 2015  | 2016  | 2017  | 2018  | 2019  | 2020   | 2021  | 2022   | 2023   |
| --------------------------------------- | ----- | ----- | ----- | ----- | ----- | ----- | ------ | ----- | ------ | ------ |
| BIP in Mrd. USD (Kaufkraftparität)      | 61,0  | 86,5  | 91,0  | 96,5  | 103,0 | 107,1 | 98,0   | 112,9 | 125,3  | 133,8  |
| BIP pro Kopf in USD (Kaufkraftparität)  | 6.081 | 7.986 | 8.283 | 8.659 | 9.110 | 9.336 | 8.427  | 9.564 | 10.474 | 11.028 |
| BIP-Wachstum (real)                     | 4,1 % | 4,9 % | 4,3 % | 4,2 % | 4,2 % | 2,2 % | −8,7 % | 6,1 % | 3,6 %  | 3,1 %  |
| Inflation (in Prozent)                  | 2,5 % | 4,1 % | 3,6 % | 2,8 % | 2,3 % | 1,8 % | 0,9 %  | 0,7 % | 1,7 %  | 2,6 %  |
| Staatsverschuldung (in Prozent des BIP) | 38 %  | 41 %  | 46 %  | 51 %  | 53 %  | 59 %  | 78 %   | 81 %  | 80 %   | 88 %   |

Die Bruttowertschöpfung entfiel 2021 zu 14 % auf die Land- und Forstwirtschaft, zu 29,3 % auf das produzierende Gewerbe und zu 56,3 % auf Dienstleistungen. Hingegen arbeiteten 27,6 % der Erwerbstätigen in der Land- und Forstwirtschaft, nur 20,4 % im produzierenden Gewerbe und 51,9 % im Dienstleistungsgewerbe. Die Zahl der informell Beschäftigten liegt bei ca. 80 %. Hauptexportländer waren 2022 Brasilien (13,1 %) Argentinien 9,4 % und Japan 8,3 %. Die Importe kamen u. a. aus China (20,5 %), Brasilien (17,7 %) und Argentinien (13,2 %).
Die Wertpapierbörse der Volkswirtschaft befindet sich in La Paz und wird Bolsa Boliviana de Valores genannt.

### Landwirtschaft

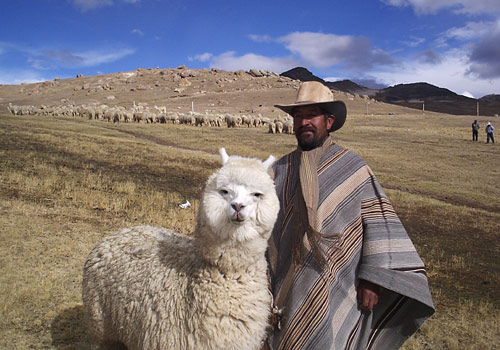
Bolivianischer Alpakahirte

Ein relativ großer Teil der Bevölkerung ist nach wie vor in der Landwirtschaft beschäftigt. Nur im tropischen Tiefland im Osten gibt es einigermaßen moderne Betriebe, im Altiplano mit seinen klimatisch ungünstigen Anbaubedingungen und bei den indigenen Gemeinschaften des Landes hingegen wird traditionell auf Subsistenz-Basis angebaut. Zudem existiert in der trockenen Punaregion eine extensive Fernweidewirtschaft mit Alpakas, die der Transhumanz der alten Welt sehr ähnlich ist. Die Nachfrage nach Alpakawolle führt zu einer stärkeren Marktorientierung der Weidewirtschaft und in der Folge zu Veränderungen der Viehzucht-Technologien und der Wanderzyklen. Eine verstärkte Nutzung kann allerdings das fragile Ökosystem gefährden. Dies trifft auch auf die großen Anstrengungen des bolivianischen Staates zu, der versucht, die Subsistenzbauern in die Marktwirtschaft zu integrieren, da damit immer eine Intensivierung des Anbaus verbunden ist. Mit staatlicher Unterstützung wird die Exportfähigkeit von Erzeugnissen wie Quinoa, Paranuss und Kakao vorangetrieben. Auf der anderen Seite wird mit der Förderung des Weizenanbaus der Importbedarf von Weizenmehl gesenkt.
Der kontrovers diskutierte Koka-Anbau bleibt nach wie vor einer der Hauptwirtschaftszweige des Landes, vor allem in den Regionen Yungas und Chapare. Von Seiten der USA wird er zu unterbinden versucht, doch ist dabei zu bedenken, dass Coca nicht nur ein Rohstoff für Kokain ist, sondern von der Bevölkerung der gesamten Andenregion als Heilungs- und Genussmittel genutzt wird, ob als Tee (mate de coca) oder zum Kauen. Um den Koka-Anbau ist ein heftiger Streit zwischen der Regierung und den Kokabauern entbrannt, der mit zu der chaotischen politischen Situation 2002–2003 führte. Der langjährige Präsident Evo Morales ist ein Anführer der Cocalero-(Kokabauern-)Bewegung.

### Bergbau

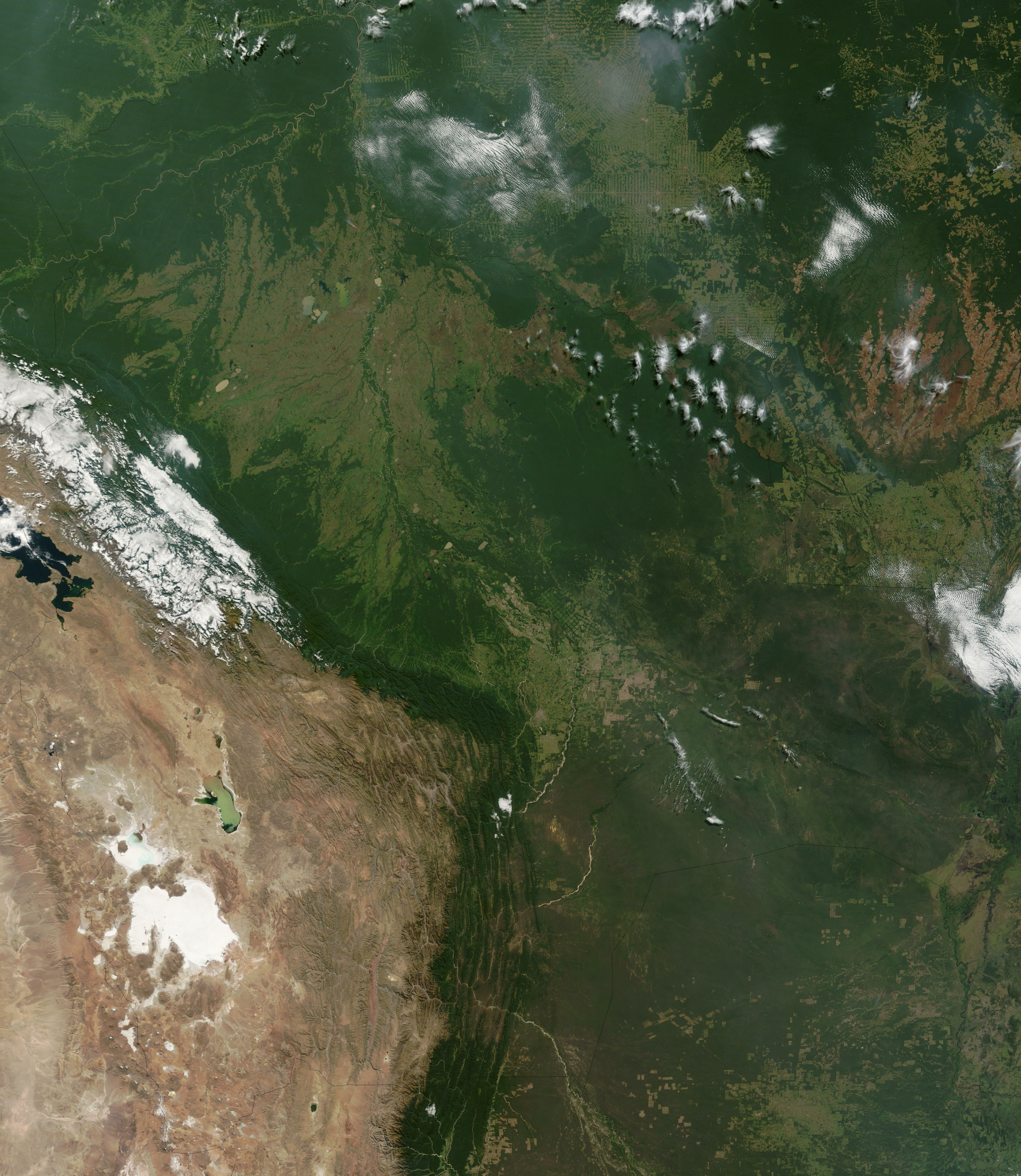
Satellitenbild von Bolivien

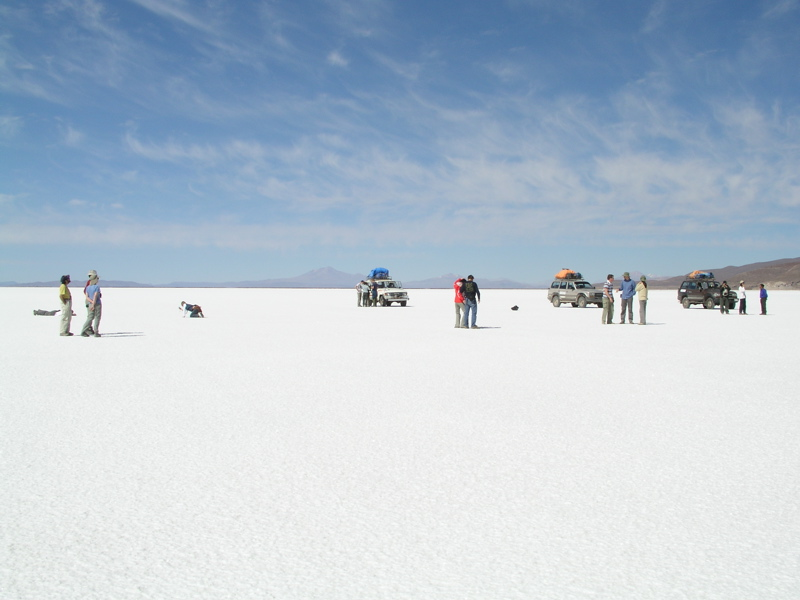
Salzsee Salar de Uyuni

Von der Kolonialzeit bis in die Mitte des 20. Jahrhunderts war die bolivianische Wirtschaft vor allem durch den Bergbau (Abbauprodukte Silber und Zinn) gekennzeichnet. Durch den Verfall der Rohstoffpreise in der zweiten Hälfte des 20. Jahrhunderts und durch die zunehmende Erschöpfung der Rohstoffquellen sind die Erlöse aus dem Bergbau drastisch zurückgegangen und viele Bergleute entlassen worden. Möglicherweise könnte der Bergbau seine Bedeutung jedoch mit der Erschließung der Region „El Mutún“ (Eisenerz) wiedererlangen und noch viel mehr durch Lithiumvorkommen. Mit der Wiederbelebung des Bergbaus befasst sich die geowissenschaftliche Behörde des Landes, der Servicio Geológico Minero.
Der im Südwesten Boliviens gelegene Salzsee Salar de Uyuni beherbergt mit geschätzten 46,5 Millionen Tonnen abbaubaren Vorkommens an Lithium das derzeit weltweit größte bekannte Vorkommen dieses Leichtmetalls. Das staatliche Bergbauunternehmen COMIBOL begann im Mai 2008 mit dem Bau einer Pilotanlage zur Förderung und Verarbeitung der Lithium enthaltenen mineralischen Rohstoffe. Wegen der zunehmenden Herstellung von Lithium-Ionen-Akkumulatoren wird Lithium ein Nachfrageboom vorhergesagt.
Der damalige Präsident Evo Morales hat um 2008 verhindert, dass ein ausländisches Unternehmen die Schürfrechte erhält und das Lithiumkonzentrat exportiert. Am 30. April 2021 verlautete Präsident Luis Arce und der Staatskonzern Yacimientos de Litio Bolivianos (YLB), dass bis 2025 die Förderung und industrielle Verarbeitung stark entwickelt werden soll.

### Energiewirtschaft

#### Erdgas und Erdöl
Von mittlerweile überragender Bedeutung für Bolivien ist die Förderung von Energierohstoffen. Bolivien verfügt über Südamerikas drittgrößte Erdgasreserven, wobei die meisten Lagerstätten in den südlichen Departamentos Tarija und Chuquisaca liegen. Die im Jahr 2013 zertifizierten Reserven reichen bei einer Beibehaltung der aktuellen Förderkapazität bis zum Jahr 2025. Aufgrund intensiver Explorationstätigkeit in Kooperation mit internationalen Konzernen wie Total, Repsol, BG Group und Petrobras wird mit einer erheblichen Ausweitung dieser Reserven gerechnet. Auch in den Departamentos von Santa Cruz, Cochabamba und La Paz werden Lagerstätten gesucht. Rund 80 Prozent des geförderten Erdgases wird exportiert, überwiegend nach Brasilien und Argentinien. Nach der Privatisierung wichtiger Industrien unter dem Ley de Capitalización von 1994 hat die neue Regierung unter Präsident Evo Morales 2006 die „Souveränität des bolivianischen Volkes über seine wichtigsten Ressourcen“ wiederhergestellt, indem den im Land tätigen erdgasfördernden und -verarbeitenden Unternehmen die Verpflichtung zu Neuverhandlungen mit dem staatlichen YPFB (Yacimientos Petrolíferos Fiscales Bolivianos) auferlegt wurde. Mit der Unterzeichnung aller neu auszuhandelnden Verträge im Dezember 2006 kontrolliert die Regierung Boliviens jetzt die Erdgasreserven des Landes sowie die dort operierenden ausländischen Unternehmen. Laut der neuen Verfassung von 2009 hat YPFB das Monopol bei den fossilen Brennstoffen, von der Förderung bis zur Vermarktung, darf aber in bestimmten Bereichen Gemeinschaftsunternehmen eingehen, wobei YPFB immer mindestens 51 Prozent der Anteile halten muss.
Bis etwa 2008 war Bolivien ein Netto-Exporteur von kleinen Mengen Erdöl und Ölprodukten. Das Land muss jedoch seither steigende Mengen an raffinierten Ölprodukten (Benzin, Diesel, Kerosin etc.) importieren, da die eigenen Raffineriekapazitäten noch zu gering sind und der Verbrauch stark steigt. Allerdings hat YPFB ein Investitionsprogramm gestartet, dass zu einer Deckung des Benzinbedarfs ab 2016 führen soll und auch die Importabhängigkeit bezüglich Diesel wieder reduzieren wird. Zudem wird weiter in die Kapazitäten für Flüssiggas investiert, die vor allem für den inländischen Konsum benötigt werden.

#### Elektrizitätsversorgung
Im Jahre 2012 lag Bolivien bzgl. der jährlichen Erzeugung mit 6,944 Mrd. kWh an Stelle 102 und bzgl. der installierten Leistung mit 1.365 MW an Stelle 119 in der Welt. Die installierte Leistung lag 2011 bei 1.221 MW, davon entfielen auf kalorische Kraftwerke 745 MW und auf Wasserkraftwerke 475 MW. Der Stromverbrauch stieg von 2,7 Mrd. kWh im Jahre 1996 auf 6,2 Mrd. kWh im Jahre 2011. Bis 2022 soll sich der Stromverbrauch auf 13,7 Mrd. kWh erhöhen.
Die Netzfrequenz in Bolivien beträgt 50 Hz. Neben dem staatlichen Stromversorger Empresa Nacional de Electricidad (ENDE) gibt es eine Reihe weiterer Stromerzeuger, mehrere Verteilnetzbetreiber sowie drei Übertragungsnetzbetreiber. In Bolivien existiert ein Verbundnetz, das Sistema Interconectado Nacional (SIN) sowie diverse Inselnetze. Die Erzeugungskapazität der Inselnetze lag 2013 bei 179 MW. Bis 2025 sollen eine Reihe von Inselnetzen an das SIN angeschlossen werden.
Im Jahre 2001 waren 64 % der Bevölkerung an das Stromnetz angeschlossen (89 % der Städter, aber nur 25 % der Landbevölkerung). Bis 2010 stiegen diese Werte auf 77 % (90 % Stadt, 53 % Land). Bis zum Jahre 2025 sollen dann alle Einwohner Boliviens Zugang zum Stromnetz haben.
Es gibt ehrgeizige Pläne, das Wasserkraft-Energieversorgungssystem an diversen Flüssen Boliviens auszubauen, um den überschüssigen Strom zu exportieren. Das Wasserkraftpotenzial wird auf 20.000 MW geschätzt. Am Río Beni ist z. B. das Kraftwerk El Bala mit 1600–4000 MW geplant.
Der Präsident Boliviens, Evo Morales, beabsichtigt auf längere Sicht auch die Nutzung der Kernenergie. 2015 wurde eine Vereinbarung zwischen der russischen ROSATOM und Bolivien unterzeichnet, die eine Zusammenarbeit auf diesem Gebiet vorsieht. Ab 2016 soll zunächst ein Forschungszentrum in El Alto errichtet werden.

### Industrie
Die Industrie ist wenig entwickelt, Hauptindustriezweige sind die Lebensmittelindustrie und die Metallverarbeitung. Das Handwerk und die einfache Werkstattfertigung spielt vielerorts noch eine wichtige Rolle. Dank der Vervielfachung des Staatshaushalts seit den Verstaatlichungen ab 2006 konnten jedoch eine Reihe von größeren Industrieprojekten auf den Weg gebracht werden, darunter eine Computer-Montage, eine Petrochemie-Fabrik und ein Hersteller von Kartonagen.
Private Investitionen in industrielle Anlagen bestehen allerdings nur in relativ geringem Umfang. Diese zielen eher auf Kleinbetriebe, Dienstleister und die Beteiligung an der Ausbeutung der natürlichen Rohstoffe.
Daneben wird von staatlicher Seite versucht, aus dem vielfältigen Schatz an Naturheilmitteln und wilden Früchten Kapital zu schlagen. So hofft Bolivien beispielsweise, über die industrielle Herstellung von Koka-Nutzprodukten auch ausländische Märkte zu erobern. Der für die Amazonas-Region wichtigen Paranuss wurde beispielsweise durch gezielte Investitionen erfolgreich wieder zur Exportfähigkeit verholfen und gleichzeitig die Weiterverarbeitung vor Ort gesichert.

### Tourismus

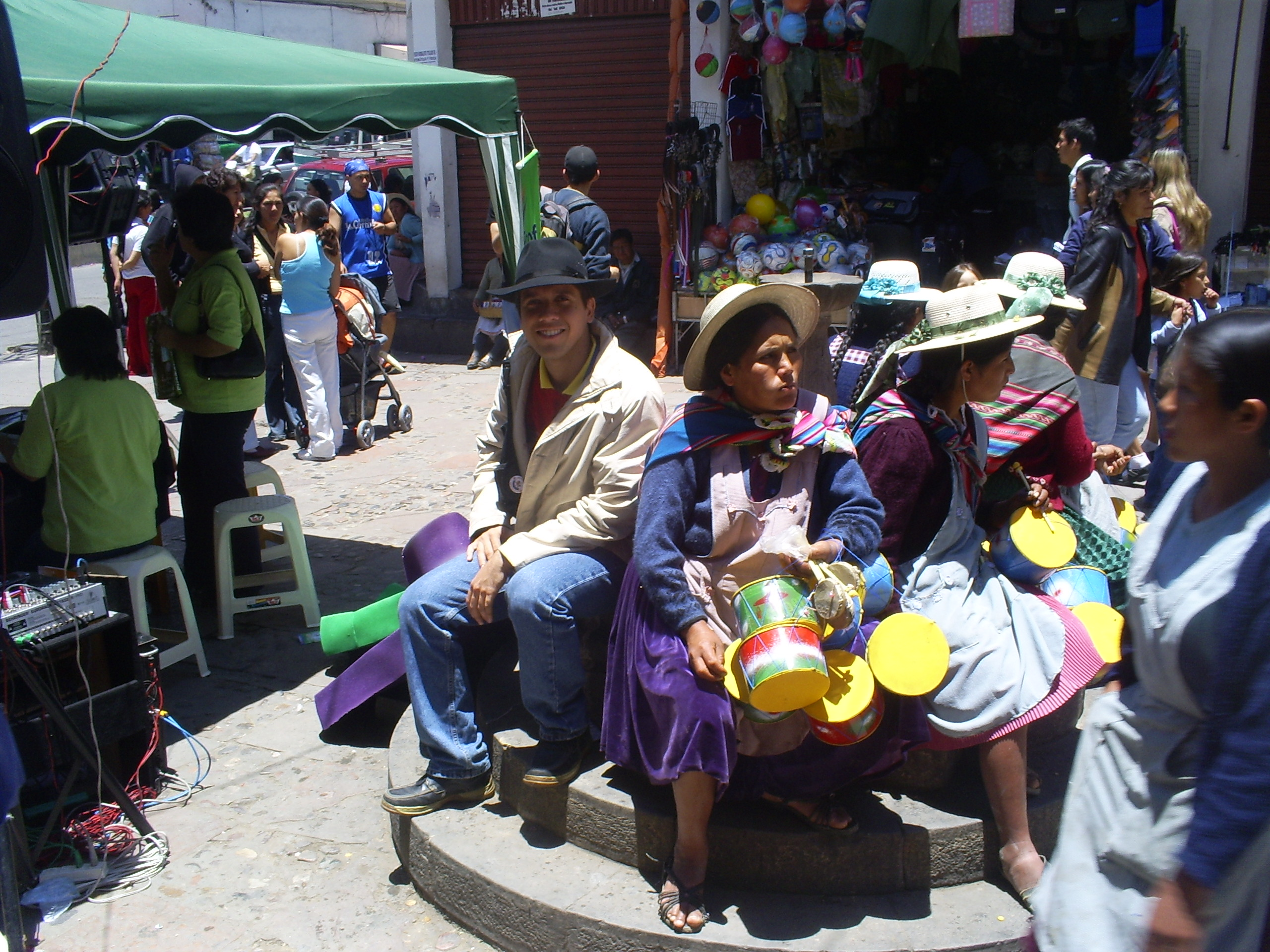
Straßenszene in La Paz

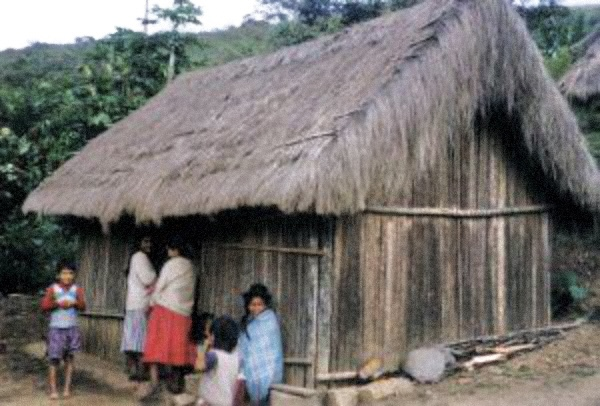
Quechua in Tuichi

Der Tourismus hat in den letzten Jahren zwar einen hohen Zuwachs erfahren, ist aber trotzdem nur von geringer Bedeutung. Während im Jahr 2004 gerade einmal 367.000 ausländische Besucher ins Land kamen, waren es 2023 fast eine Million. Die meisten Touristen reisen in die Hauptstadt, an den Titicacasee und zum Salar de Uyuni – nur etwa 10 % der Touristen entfallen auf die weite Ebene des Amazonasbeckens mit ihren 21 bolivianischen Nationalparks. Dazu zählt der Nationalpark Noel Kempff Mercado, seit dem Jahr 2000 zum Weltnaturerbe der UNESCO erklärt. Um diese und viele andere Schönheiten des Landes zu erhalten, haben sich eine Vielzahl von internationalen und nationalen Organisationen zum Erhalt von Lebensraum und Artenvielfalt gebildet.
Die landschaftliche Schönheit des Altiplano, aber auch der Amazonasregion, werden von immer mehr Ausländern geschätzt. Die Einheimischen sind in der Regel sehr heimatverbunden und reisen, wenn überhaupt, eher aus familiären, gesundheitlichen oder behördlichen Motiven, da Angestellte in Bolivien sehr wenige Urlaubstage haben und ein Großteil der Bevölkerung sich keinen Urlaub leisten kann. Massentourismus gibt es also kaum.
Hauptziele des Tourismus sind:
- die Stadt La Paz als Regierungssitz und die Hauptstadt Sucre wegen ihrer kolonialen Bauten
- Potosí mit den Minen und prachtvollen Bauten aus der goldenen Zeit der Stadt
- der Titicacasee mit den „heiligen Inseln“ (Sonnen- und Mondinsel) und der Wallfahrtsort Copacabana
- der Salar de Uyuni, der größte Salzsee der Welt
- die Amazonasregion um Rurrenabaque
- Tiwanaku, das religiöse und administrative Zentrum einer präkolumbischen Kultur
- Sucre mit seiner Kolonialarchitektur

Ein jährliches Ereignis mit internationaler Beachtung ist der bolivianische Karneval, mit dem Karneval von Oruro als bedeutendster Veranstaltung. Die Hauptstadt Sucre ist als „weiße Stadt“, für ihr gemütliches Flair und für ihr angenehmes Klima bekannt; die Stadt ist beliebt zum Spanisch lernen: es gibt zahlreiche Sprachschulen, in denen Intensivspanischkurse stattfinden. Für Fotografen und Naturliebhaber gibt es eine Reihe weiterer hochwertiger Ziele, darunter Tupiza (eine in einer vielfarbigen Gebirgslandschaft gelegene Kleinstadt im Süden), die Yungas und das Naturreservat Cordillera de Sama. Etwas abgelegen aber von großes Bedeutung ist die Inkastätte Fuerte de Samaipata. Bei Touristen aus dem Inland und dem Norden Argentiniens ist das Valle Central de Tarija aufgrund der zahlreichen Weinkellereien beliebt.
Die touristische Infrastruktur ist in den meisten Fällen gut, die Preise vor allem für Europäer sehr niedrig. In den größeren Städten besteht eine gute Auswahl an günstigen und gehobenen Hotels, in Kleinstädten muss hingegen häufig auf einfachere Unterkünfte zurückgegriffen werden. Darüber hinaus gibt es Bestrebungen, den Gemeinschaftstourismus (turismo comunitario) zu fördern, wo Besucher die regionale Kultur und Natur besonders hautnah erleben können, etwa in der Chiquitania bei Santa Cruz oder in San Pedro de Sola bei Tarija.
Bolivien hat sich aufgrund der einzigartigen Kultur und Natur zu einem Reiseland für Rucksacktouristen entwickelt. Die Kriminalitätsrate im Land ist im Vergleich zu denen anderer südamerikanischer Staaten sehr niedrig, es kommt jedoch gelegentlich zu Überfällen auf Touristen unter anderem durch falsche Taxifahrer und angebliche Polizisten.

### Staatshaushalt
Der konsolidierte Staatshaushalt von Bolivien ist seit der Regierungsübernahme durch Evo Morales stark ausgeweitet worden. Während er im Jahr 2006 noch etwa 5,8 Mrd. US-Dollar betrug waren es im Jahr 2014 bereits 28,1 Mrd. US-Dollar. Dabei gelang es der Regierung, regelmäßig Überschüsse zu erzielen. Die zusätzlichen Mittel wurden primär in die Sektoren Bildung und Gesundheit geleitet, aber auch Infrastruktur (Stromnetze, Gas-Pipelines, Wasserversorgung, Straßen), sozialer Wohnungsbau, Industrialisierung und Verteidigung waren wichtige Themen. Die Finanzierung durch ausländische Geldgeber hat demgegenüber stark an Bedeutung verloren. Sie lag 2005 noch bei 8 Prozent und verringerte sich über die Jahre auf unter 2 Prozent. Die Staatsverschuldung betrug im Jahr 2022 82,6 % des BIP.
2020 betrug der Anteil der Staatsausgaben (in % des BIP) folgender Bereiche:
- Gesundheit: 7,9 %
- Bildung: 9,8 %
- Militär: 1,2 % (2023)

### Währungsreserve
Die Währungsreserven Boliviens, also der kumulierte Leistungsbilanzüberschuss des Landes, ist seit dem Jahr 2005 auf nahezu das Zehnfache angestiegen und betrug 15,3 Mrd. US$ im Jahr 2014 (zum Vergleich: Deutschland 196,8 Mrd. US$; Schweiz 530,9 Mrd. US$; USA 138,1 Mrd. US$). Im Verhältnis zum Bruttoinlandsprodukt liegt Bolivien damit auf einem sehr hohen Niveau und hat damit ein starkes Instrument, um wirtschaftliche Schwächephasen abzufedern. Im Jahr 2015 musste auf einen Teil der Reserven zurückgegriffen werden, um trotz des Ölpreisverfalls weiteres Wirtschaftswachstum zu stimulieren. Bis 2022 wurden ein großer Teil der Währungsreserven aufgebraucht, zu diesem Zeitpunkt lagen sie noch bei knapp 3,8 Mrd. US$. Im Verlauf des Jahres 2023 sanken sie im Rahmen einer Währungskrise auf unter 500 Millionen US$.
| Entwicklung der Währungsreserven Boliviens 2000–2022 (in Mio. US$)             |
|                                                                                |
| Quelle: Banco Central de Bolivia und Weltbank, Grafik erstellt von: Wikipedia. |

## Verkehr
Im Logistics Performance Index, der von der Weltbank erstellt wird und die Qualität der Infrastruktur misst, belegte Bolivien 2018 den 131. Platz unter 160 Ländern. Der große Teil des großen und dünn besiedelten Landes ist nur schlecht erschlossen.

### Straße
85 % des gesamten Waren- und Personenverkehrs des Landes spielen sich auf dem zu zwei Dritteln unbefestigten Straßennetz Boliviens ab. Auf dem südamerikanischen Kontinent, der im Vergleich zu anderen Weltregionen einen gravierenden Mangel an Infrastruktur aufweist, nimmt Bolivien damit einen der letzten Plätze bezüglich des Verhältnisses Fläche/Straßenkilometer ein. Bis 2001 waren nur fünf Prozent der Straßen asphaltiert oder betoniert und die restlichen Straßen geschottert. Mittlerweile wird jedoch der Straßenausbau deutlich vorangetrieben und fast alle Straßen zwischen den großen Städten sind vollständig asphaltiert. Das gesamte Straßennetz umfasste 2010 etwa 80.488 km, wovon 9.792 km asphaltiert sind. Zwischen La Paz und Oruro wurde im Februar 2015 die erste vierspurige Überlandstraße eröffnet. Durch die geographischen Gegebenheiten kommt es jedoch häufig zu Steinabgängen, da viele Strecken, vor allem in den bergigen Regionen, an großen Bergen oder Felsen entlanglaufen. Da das Klima vor allem im Tiefland durch ausgedehnte Regenzeiten gekennzeichnet ist, kann es zu Schlammlawinen kommen oder können Straßen vollständig überflutet werden. Regelmäßig kommt es wegen mangelhafter Straßenqualität zu schweren Verkehrsunfällen.
Darüber hinaus ist die Versorgung mit Kraftstoff in vielen Teilen des Landes recht schwierig. So gibt es abseits der großen Städte oftmals nur an wenigen Tagen in der Woche Benzin oder Diesel, wobei oft auch die Abgabemenge limitiert wird. Der nationale Einheitspreis für die beiden verfügbaren Kraftstoffsorten lag im August 2012 für einheimische Fahrzeuge bei 3,73 BOB/Liter bzw. umgerechnet bei ca. 0,43 €/Liter. Da der Kraftstoff staatlich subventioniert ist, wird bei Fahrzeugen mit ausländischem Kennzeichen deutlich mehr verlangt.

### Schienenverkehr
Der Bahnverkehr des Landes wird auf eingleisigen Strecken in Meterspur mit einer Gesamtlänge von 3700 km abgewickelt und entspricht noch weniger als das Straßennetz den Anforderungen einer modernen Infrastruktur.
Das Schienennetz ist zweigeteilt und gehört zwei Betreibern:
- Der Empresa Ferroviaria Andina (FCA) gehört das 2276 km lange Schienennetz auf dem Altiplano, das bis an die chilenische Grenze führt. Es wird aber nur noch ein Teil betrieben.
- Der Ferroviaria Oriental S.A. (FOSA) gehört das 1244 km lange Schienennetz im bolivianischen Tiefland mit Santa Cruz als Drehscheibe.

Mit der geplanten Südamerikanischen Transkontinentalbahn soll über bolivianisches Territorium ein Eisenbahnkorridor von der peruanischen Pazifikküste zur brasilianischen Atlantikküste gebaut werden, der sowohl den Personen- als auch den Warenverkehr auf der wichtigen West-Ost-Achse erleichtern soll. Damit werden die beiden bolivianischen Streckennetze erstmals verbunden.
Die Stadtbahn Cochabamba nahm 2022 den Betrieb auf.
Siehe auch: Geschichte der Eisenbahn in Bolivien

### Binnenschifffahrt
Die Binnenschifffahrt des Landes beschränkt sich mit einer Ausnahme auf das bolivianische Tiefland, wo die großen Flusssysteme in einer Gesamtlänge von etwa 5600 km befahrbar sind:
- das Beni-Madre de Dios-Orthon-Flusssystem (etwa 2700 km)
- das Ichilo-Mamoré-Flusssystem (etwa 2000 km)
- das Itonomas-Iténez-Flusssystem (etwa 850 km)
- das Paraguay-Paraná-Flusssystem als Zugang zum Atlantik
- der Titicacasee-Frachtverkehr als Zugang zu den peruanischen Häfen am Pazifik

Über vier Binnenhäfen Puerto Aguirre, Puerto Gravetal, Puerto Suárez und Puerto Busch hat Bolivien, über die internationalen Flüsse Paraguay und Paraná Zugang zum Atlantik.

### Luftverkehr
Der Luftverkehr Boliviens wird unter anderem von folgenden Fluggesellschaften bedient:
- BoA (Aerolínea Boliviana de Aviación) – staatliche Fluggesellschaft mit Sitz in Cochabamba. Sie nahm im März 2009 den Flugbetrieb auf und bediente in einer Anfangsphase die Städte La Paz, Santa Cruz und Cochabamba. Seit Mitte 2009 werden auch die Städte Sucre, Tarija und Cobija angeflogen. Im März 2010 kam außerdem noch das Ziel Buenos Aires in Argentinien dazu, später auch Madrid und Miami, sowie Uyuni, Trinidad und Potosí.[108]
- Amas Bolivia – Eine kleinere Fluggesellschaft mit kleinen Flugzeugen, die nationale und internationale Ziele anfliegt.
- EcoJet – 2013 gestartete Fluggesellschaft mit Sitz in Cochabamba, die mittlerweile fast alle Landesteile anfliegt.
- Avianca – eine kolumbianische Airline (auch in der Star Alliance vertreten), die vor allem den südamerikanischen Raum bedient und in Bolivien den Flughafen La Paz-El Alto anfliegt.
- LATAM – der größte Luftverkehrskonzern Lateinamerikas
- Gol – eine brasilianische Fluggesellschaft, die von São Paulo aus Santa Cruz anfliegt.
- Aerolíneas Argentinas – die wichtigste argentinische Airline mit Flügen nach Buenos Aires.
- Air Europa – eine spanische Airline, die von Madrid nach Santa Cruz fliegt.

Die wichtigsten der 37 bolivianischen Flughäfen sind der Flughafen La Paz/El Alto, der Flughafen Santa Cruz, der Flughafen Cochabamba und der 2016 eröffnete Flughafen Alcantarí in Sucre. Für einen Überblick siehe hierzu auch die Liste von Flugplätzen in Bolivien.
Nicht mehr aktiv sind die folgenden Fluggesellschaften:
- LAB – Boliviens frühere wichtigste Fluggesellschaft mit Zielen in Süd-, Mittel- und Nordamerika. Nach verschiedenen finanziellen Problemen seit 2006 nicht mehr tätig.
- AeroSur – eine 1992 gegründete Fluggesellschaft, Flüge zu verschiedenen Zielen in Nord-, Mittel- und Südamerika, später auch nach Europa. Im Jahr 2012 wurde der Betrieb eingestellt.

### Raumfahrt
Mit dem Start des ersten bolivianischen Kommunikationssatelliten Tupac Katari am 20. Dezember 2013 vom chinesischen Kosmodrom Xichang ist Bolivien das achte Land in Südamerika mit eigenem Weltraumapparat. Profitieren sollen von der Weltraumtechnik vor allem Bewohner auf dem Land. In entlegenen Gegenden und schwierigem Gelände haben viele Gemeinden weder Telefon, Radio noch Fernsehen. Die Bodenstationen zur Steuerung durch Boliviens Raumfahrtbehörde ABE sind in El Alto bei La Paz und in der Ortschaft La Guardia im Tieflanddepartamento Santa Cruz.

## Kultur

Quechua mit einer Panflöte siku und einer einfelligen konischen Röhrentrommel caja

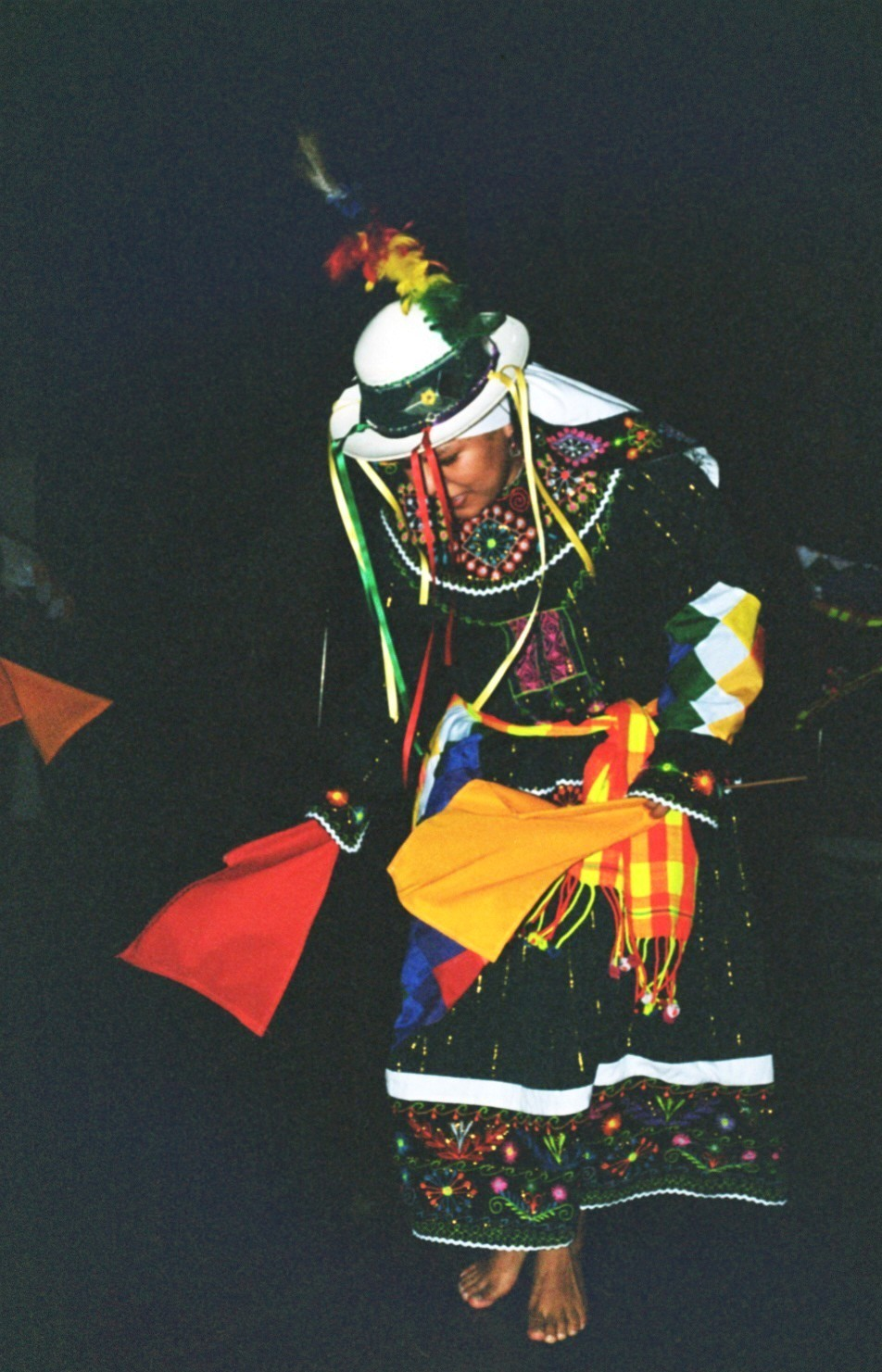
Tanzritual Tinku im Departamento Potosí

Die bolivianische Kultur reflektiert die Vielfalt der 35 Ethnien des Landes, die unter den unterschiedlichsten klimatischen und wirtschaftlichen Bedingungen leben und entsprechend unterschiedliche Mythen, Riten, Textilien, Rhythmen und Tänze entwickelt haben.

### Medien
In Bolivien garantiert die Verfassung die Pressefreiheit. Da die meisten Medienunternehmen des Landes eher dem liberal-konservativen Spektrum zugeordnet werden können, stehen sie tendenziell in Opposition zur Regierung der MAS. Deshalb kommt es gelegentlich zum verbalen Schlagabtausch zwischen Regierungsvertretern und Medien, sodass kritischer Journalismus in sensiblen Bereichen etwas zurückgedrängt wurde. Insgesamt verfügt Bolivien aber weiterhin über eine lebendige Medienlandschaft. In jeder größeren Stadt gibt es mehrere Tageszeitungen und eine Reihe von Lokalrundfunkstationen. In Bolivien senden 48 TV-Stationen, 73 UKW- und 171 AM-Radio-Stationen.
Einige Zeitungen und Fernsehsender haben auch überregionale Verbreitung, darunter die Blätter La Razón, Página Siete, Los Tiempos, Opinión und El Deber. Allerdings ist die Auflage der jeweiligen Blätter vergleichsweise gering, da Vertriebs- und Infrastrukturprobleme zu prozentual wenigen Lesern führen.
Landesweit senden die TV-Sender ATB, Unitel und PAT. Neben den großen Sendern existieren Unmengen kleiner TV-Stationen, darunter werden 8 von Universitäten betrieben.
Charakteristisch ist der rege Einsatz von Reportern, die Vertreter von öffentlichen Institutionen, Parteien, Verbänden usw. zeitnah zu aktuellen Themen befragen. Zeitungen verfügen auch meist über einen mehrseitigen Meinungsteil mit kritischen Stellungnahmen. Der Vertrieb erfolgt überwiegend über Straßenverkäufer; der Zeitschriftenhandel und das Abonnement sind gering entwickelt.
Wichtigste Informationsquelle für die meisten Bolivianer sind nach wie vor die privaten Radiosender. Neben Stationen auf dem UKW-Band senden noch eine Reihe von Stationen außerhalb der Ballungszentren auf Mittel- und Kurzwelle. 2006 sendeten rund 480 Radiostationen im Land.
Staatsmedien spielen eher eine untergeordnete Rolle. Neben dem Internetportal abi.bo der staatlichen Nachrichtenagentur ABI sind hier der Fernsehsender Bolivia TV und die Zeitung Cambio zu nennen. Diese Medien berichten vorwiegend über die Regierungsarbeit und informieren über soziale Programme, bemühen sich aber beispielsweise auch, die Integration der Regionen und Volksgruppen zu fördern, indem die Vielfalt des Landes und die Traditionen positiv dargestellt werden. Außerdem werden lokale Radiosender in diversen Landessprachen betrieben.
Die staatliche Telekommunikationsbehörde Superintendencia de Telecomunicaciónes (SITTEL) untersteht dem Wirtschaftsministerium. Diese ist auch für den Einzug der Fernsehgebühren zuständig. Schätzungen gehen davon aus, dass 95 Prozent aller Konsumenten die Abgabe nicht bezahlen.
Als bedeutendster Filmregisseur Boliviens gilt Jorge Sanjinés. Bekannte neuere Filme sind u. a. Primavera von Joaquín Tapia Guerra und das Politdrama Forgotten von Carlos Bolado (beide 2014; Primavera wurde 2015 auf der Berlinale gezeigt).
Im Jahr 2021 nutzten 66 Prozent der Einwohner Boliviens das Internet.

### Sport

#### Spitzensport
Fußball ist die beliebteste Sportart Boliviens, wobei die bolivianische Nationalmannschaft traditionell zu den schwächeren Fußballmannschaften Südamerikas gehört. Bolivien hat bisher an drei Fußballweltmeisterschaftsendrunden teilgenommen, schied aber jeweils in der Vorrunde aus – zuletzt 1994. Die bisher größten Erfolge der Nationalmannschaft waren der Sieg bei der Copa América 1963 im eigenen Land, der zweite Platz 1997 ebenfalls im eigenen Land und ein 6:1 gegen Argentinien am 1. April 2009 in der Qualifikation für die WM 2010.
Der erste Fußballverein wurde 1886 in Oruro mit dem Klub Oruro Royal gegründet. Zu den bekanntesten Vereinen zählen:
- Club San José und Oruro Royal aus Oruro
- Club Bolívar und The Strongest aus La Paz
- Club Jorge Wilstermann und Club Aurora aus Cochabamba
- Club Blooming und Oriente Petrolero aus Santa Cruz

In den USA wurde der bolivianische Spieler Marco Etcheverry zur Jahrhundertmannschaft der Major League Soccer (MLS) einberufen, und der Stürmer Jaime Moreno von D.C. United wurde 2006 Torschützenkönig der MLS.
Für Aufsehen gesorgt hat auch die Fußballakademie von „Tahuichi“. Im Jahr 1978 gegründet, gelang den Spielern der Akademie der Sieg bei der U-16-Südamerikameisterschaft 1986, viele Akteure nahmen dann auch bei der WM 1994 teil. Bolivien zählte damals zu den besten Mannschaften Südamerikas, einige Spieler wie Erwin Sánchez schafften den Sprung nach Europa oder in die USA. Diese Spielergeneration ist aber seit der Qualifikation zur WM 2006 nicht mehr aktiv.
Seit 1995 gibt es auch eine bolivianische Fußballnationalmannschaft der Frauen.
Neben Fußball ist auch Racquetball sehr beliebt. Die bolivianischen Nationalmannschaften der Männer und der Frauen gehören mittlerweile zu den besten der Welt. Bei der Weltmeisterschaft im Jahr 2008 gelang es der männlichen Auswahl, den vierten Platz zu belegen, während die Frauen den zweiten Platz belegten. Seit den 1990er-Jahren sind die Mannschaften unter den besten zehn platziert.
Andere beliebte Sportarten sind Alpinismus, Automobilsport, Basketball, Volleyball, Mountainbiken und Straßenradsport (Bolivienrundfahrt).
Bolivien hat bisher 14-mal an den Olympischen Sommerspielen teilgenommen, 2016 in Rio de Janeiro mit zwölf Athleten, konnte bisher aber noch keine Medaille gewinnen. An den Winterspielen nahm Bolivien bisher fünfmal teil, zuletzt 1992, aber bisher ohne Erfolg. Special Olympics Bolivien nahm bereits mehrmals an Special Olympics Weltspielen teil.

#### Breitensport
Die Regierung Morales hatte die allgemeine Förderung des Sports zu einer Priorität gemacht. So wurden in den letzten Jahren im ganzen Land hunderte Sportplätze gebaut, darunter kleine Basketball- und Futsal-Felder, überdachte Plätze, große Kunstrasenplätze und Sporthallen mit Zuschauerrängen. Selbst abgelegene kleinere Orte und Außenbezirke der Städte verfügen daher heute in der Regel über ein solches Angebot. Häufig werden auch Trainingsleiter vom Staat bezahlt, welche die Kinder der Anwohner kostenlos betreuen. Entsprechend spielt auch in der Schule der Sport eine große Rolle. Schulmannschaften in diversen Ballsportarten, der Leichtathletik und anderen Disziplinen treten regelmäßig in regionalen oder auch landesweiten Turnieren gegeneinander an.
Daneben wurden für Individualsportler zum Teil auch Trimm-Dich-Pfade und Radwege angelegt, wobei diese Angebote noch relativ selten sind.

### Küche

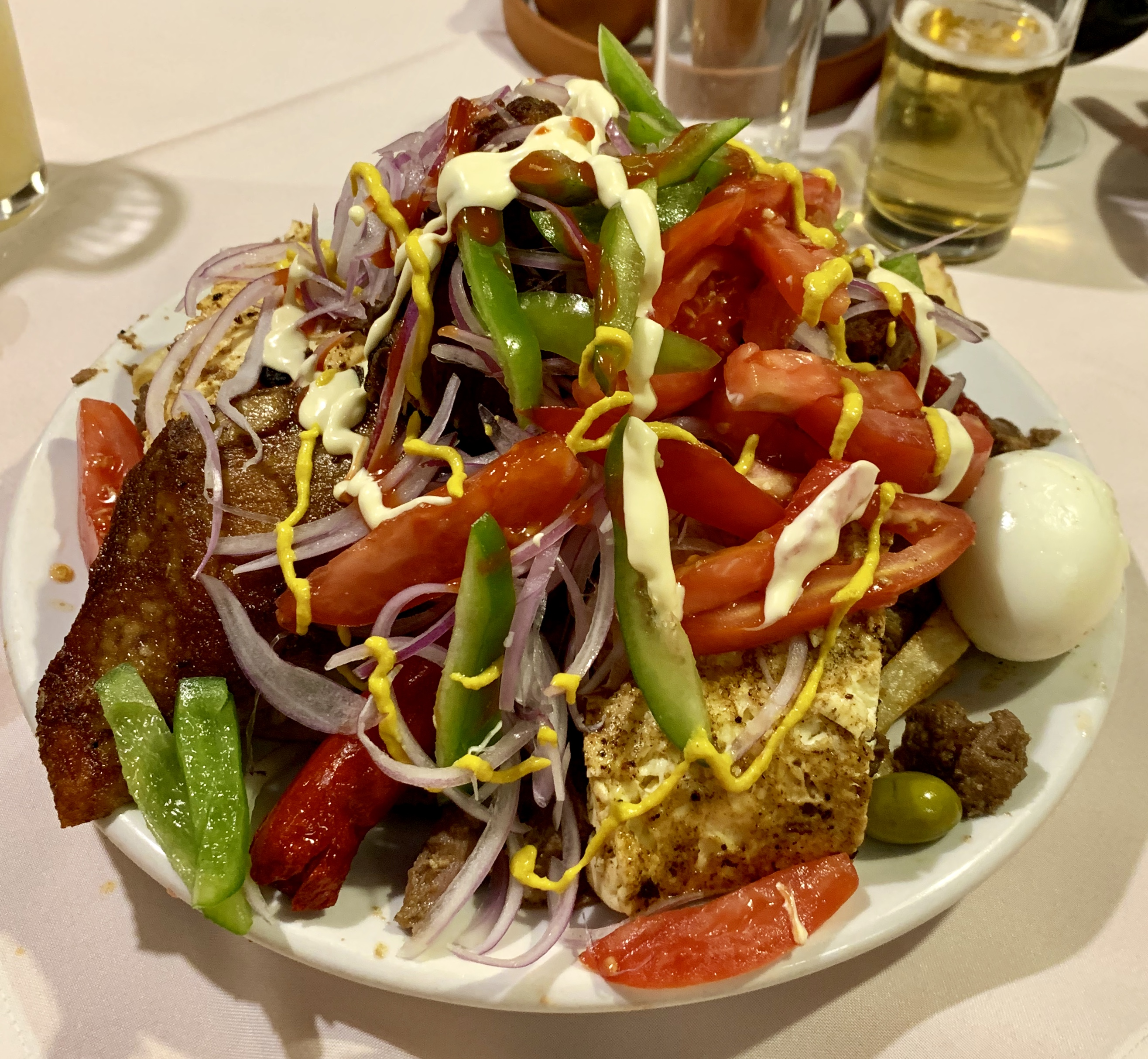
Pique Macho, eine typisch bolivianische Mahlzeit, bestehend aus Rindfleisch, Würstchen, Zwiebeln, Paprika, Ei und Pommes frites mit Sauce.

Die Bolivianische Küche weist Ähnlichkeiten auf mit den Küchen der anderen Andenländern – Peru und Ecuador.